# 狭山事件

## 解説
本事件については、捜査過程での問題点を指摘する見解もあり、石川とその弁護団や支援団体が冤罪を主張して再審請求をおこなっているが、日本弁護士連合会が支援する再審事件ではない。再審えん罪事件全国連絡会の加盟事件にも含まれていない。
石川が被差別部落の出身 であることから、本事件は部落差別との関係を問われ、市民運動の時代に大きな争点となった。部落解放同盟や部落解放同盟全国連合会などの部落解放運動団体や、中核派・革労協・社青同解放派などの政治党派の立場からは、この事件に関する裁判を狭山差別裁判と呼ぶ。その理由について狭山弁護団の松本健男は、事件や裁判の背景に「部落差別に起因する無学無知」 があったためであるという。同様の趣旨を弁護団の橋本紀徳も語っている。しかし、満足な学校教育を受けなかった点については石川当人が「被差別部落出身だからというわけではなく、そんな時代でした」 と発言している。「差別裁判」という呼び方には被差別部落の内部にも反対する意見があった。

また、一審当時から「石川一雄君を守る会」（のち「石川一雄さんを守る会」）を通じて石川を支援していた日本国民救援会は冤罪説に立ちつつも
と批判している。さらに、1977年には最高裁が上告棄却決定の冒頭で
と述べ、やはり「狭山裁判差別説」を否定している。地裁審を担当した内田武文判事も1974年に「この事件の一審判決について、『差別裁判』だという声があったようだが、石川被告（ママ）が被差別部落の出身であることは記録のなかには全然出てこず、私も新聞報道で初めて知ったほどだ。一審は差別を受けている人であるかどうかなどの予見は一切持たずに審理を尽くした」 と発言している。
石川一雄冤罪説に立たない革マル派の立場からは、この事件に関する裁判を狭山無差別裁判と呼んでいる。
狭山事件に関しては、弁護側の見解に沿って記事を書かなかった新聞社が部落解放同盟などから吊し上げを受けた事例もあり（#狭山事件に関連する糾弾事件を参照）、マスコミの多くは、石川一雄を「元受刑者」ではなく「さん」「氏」付けで呼ぶようになっている。ただし、日本共産党においてはこの限りではない（歴史的経緯は#支援活動参照）。北九州土地転がし事件をスクープした『小倉タイムス』の瀬川負太郎もまた石川を敬称抜きで呼び、「冤罪かどうかさえ怪しい」と述べている。支援者は石川を「冤罪被害者」と呼び、石川みずからもそのように自称している。「石川一雄さんが無罪確定したと勘違いされている人が多い」との指摘もある。
石川冤罪説を朝日新聞や読売新聞に先んじて報じたのは『赤旗』編集局の吉岡吉典（のち参議院議員）であったが、吉岡は「石川一雄が犯人だという証拠も結構あるんだよ」とも発言していた。また吉岡の公設第一秘書だった結城伸は「一週間狭山に泊まり込み、お兄さんの話や現場を隈なく歩いて綿密な取材をしました。当時・自衛官犯行説も根強かったようです。ただ、これは書けませんが、詳細を聞いてみると、私の印象では、『やはり石川さんが犯人ではないか？』という思いも捨てきれないんです」 と発言している。
なお、石川犯人説は当初から被差別部落や部落解放同盟の内部にも存在していたが、『解放新聞』主筆の土方鐵は、「石川君が、かりに『真犯人』であったとしても、この事件はすぐれて、部落解放にかかわる問題である」と主張し、部落民にとって不利なことは全て差別であるとの「朝田理論」にその根拠を求めた。土方はまた、在日韓国人少年による強姦殺人事件「小松川事件」を引き、「石川君が、無実でなかったとしても、李少年と同様の本質をもつ事件なのだ」と煽動した。
逮捕当初から石川を支援していた部落解放同盟埼玉県連合会の声明も、「石川君のクロ・シロは別として」公正な捜査や裁判を求める、というものであった。部落解放同盟埼玉県連合会の野本武一も「（石川がクロでも）根本が部落差別だから（冤罪プロパガンダを）やらなければならない」と主張した。
1971年6月27日、福岡県田川郡川崎町の部落解放同盟支部を全国狭山オルグ団が訪れた際には「君たちは石川青年が無実だといっているが、ほんとうにかれが犯人だったらどうするか」「部落には一日も学校に行っていない人はいくらでもいる。わしがおぼえた字は全部刑務所の中でおぼえた字だ」と反撥の声が多かった。
1981年に宮崎県延岡市の被差別部落で開かれた子ども会の「解放学習会」では、部落の児童たちから「石川さんが、ほんまに無実なのか、確信をもてない」との意見が出された。藤田敬一はこれを「正直いって私は、うれしかった。（略）この子どもたちは、自分の頭で考えようとしている。これは大切なことではないだろうか。先生や支部幹部の話をうのみにするのではなく、ほんとに石川さんが無実なのかどうか考えてみる。そのなかで確信をもちたいという。これは、たしかな自立の一歩であると、私は思う」 と肯定的に評価したが、のちに藤田は部落解放同盟から差別者と呼ばれて指弾された。

## 事件の展開

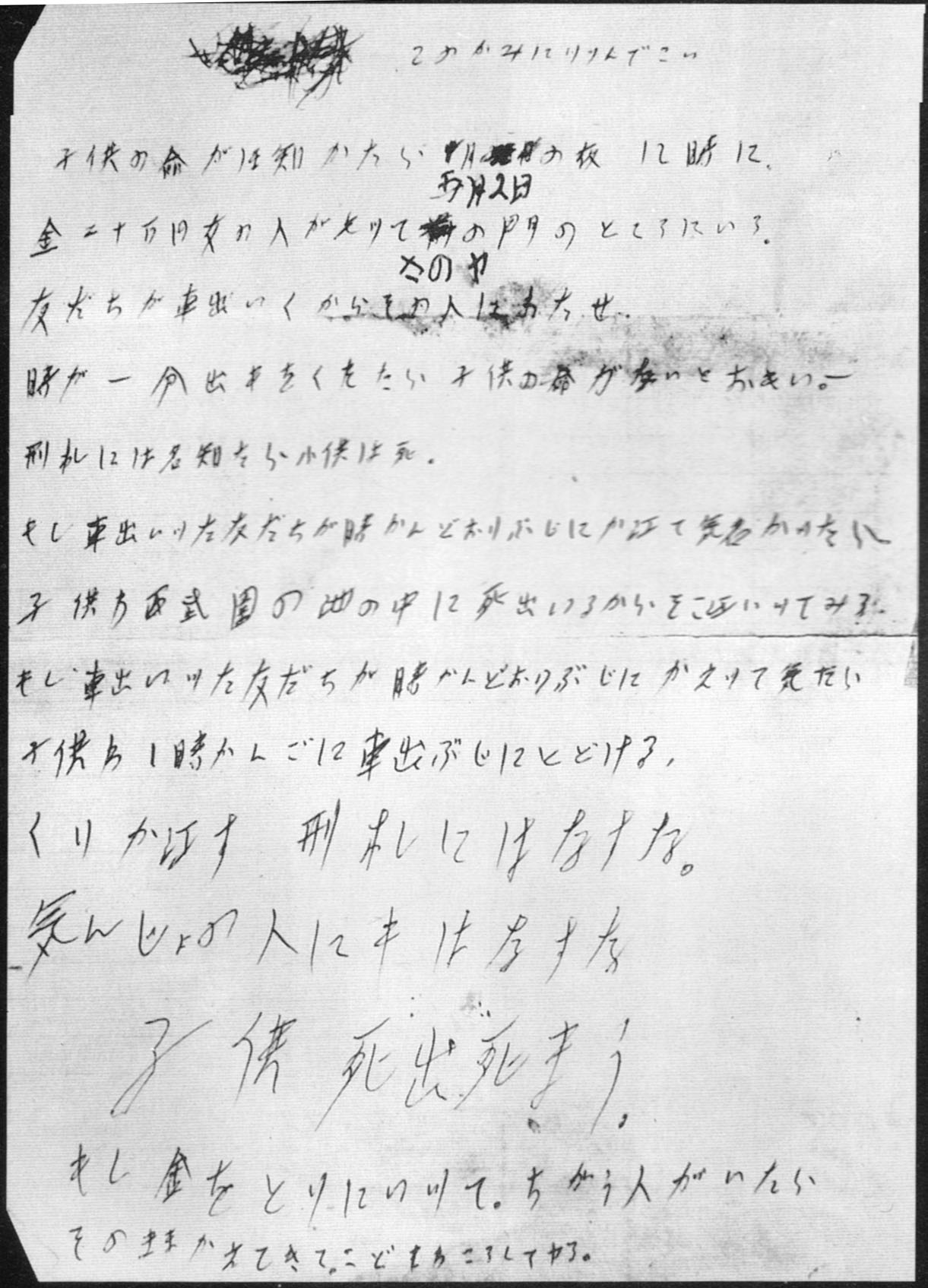
脅迫状の写真。封筒は角がすり減っていたことから、犯人が何日もポケットに入れて持ち歩いていたものと見られた。

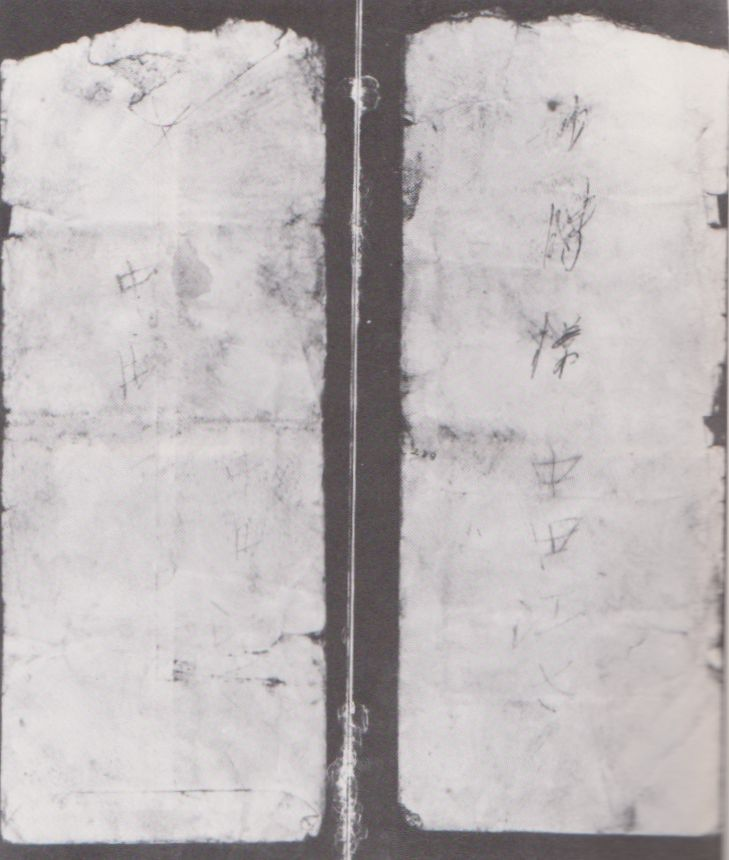
脅迫状の入っていた封筒。一度「少時様」と書いたのを消して新しい宛名に書き直している。

1963年5月1日
- 埼玉県狭山市大字上赤坂の富裕な農家[注釈 5]の四女で、川越高校入間川分校別科1年生の少女（当時16歳）が、午後3時23分に目撃されたのを最後に、午後6時を過ぎても帰宅せず行方不明になった。
- 午後6時50分ごろ、心配した長男（当時25歳）が車で学校に行き所在を尋ねたが確認できず、午後7時30分ごろ帰宅したが少女はまだ戻っていなかった。
- 午後7時40分ごろ、長男が玄関のガラス戸に挟んであった白い封筒を発見した。それは四女の生徒手帳が同封されていた脅迫状であり、青色のボールペンで[34] 以下のように書かれていた[注釈 6]。

少時 このかみにツツんでこい
子供の命がほ知かたら4月29日五月2日の夜12時に、
金二十万円女の人がもツて前さのヤの門のところにいろ。
友だちが車出いくからその人にわたせ。
時が一分出もをくれたら子供の命がないとおもい。―
刑札には名知たら小供は死。
もし車出いツた友だちが時かんどおりぶじにか江て気名かツたら
子供わ西武園の池の中に死出いるからそこ江いツてみろ。
もし車出いツた友だちが時かんどおりぶじにかえツて気たら
子供わ1時かんごに車出ぶじにとどける,
くりか江す 刑札にはなすな。
気んじょの人にもはなすな
　　子供死出死まう。
もし金をとりにいツて、ちがう人がいたら

そのままかえてきて、こどもわころしてヤる。
封筒の宛名には、「少時様」という意味不明の文字を消した上で、被害者少女の父親の氏名が宛字で記されていた。脅迫文の冒頭にも「少時」と書いたのを消した跡があった。同様に「4月29日」が「五月2日」、「前の門」が「さのヤの門」に書き換えられていたが、佐野屋に門は存在しなかった。
- 午後7時50分ごろ、長男は堀兼駐在所に届け出、その後、駐在所から狭山警察署に連絡された。警察は誘拐事件と断定し、緊急捜査体制が取られた[注釈 8]。
- 脅迫状の指定時刻「五月2日の夜12時」が5月2日午前0時とも読めるため、5月1日23時40分、次女（当時23歳）が20万円分の現金に見せかけた偽造紙幣を持ち、身代金受け渡し場所として指定された狭山市大字堀兼の佐野屋酒店の入口前で犯人を待った。当時の佐野屋。○が佐野屋、◎が姉の立っていた場所、×が犯人の立っていた場所。

5月2日

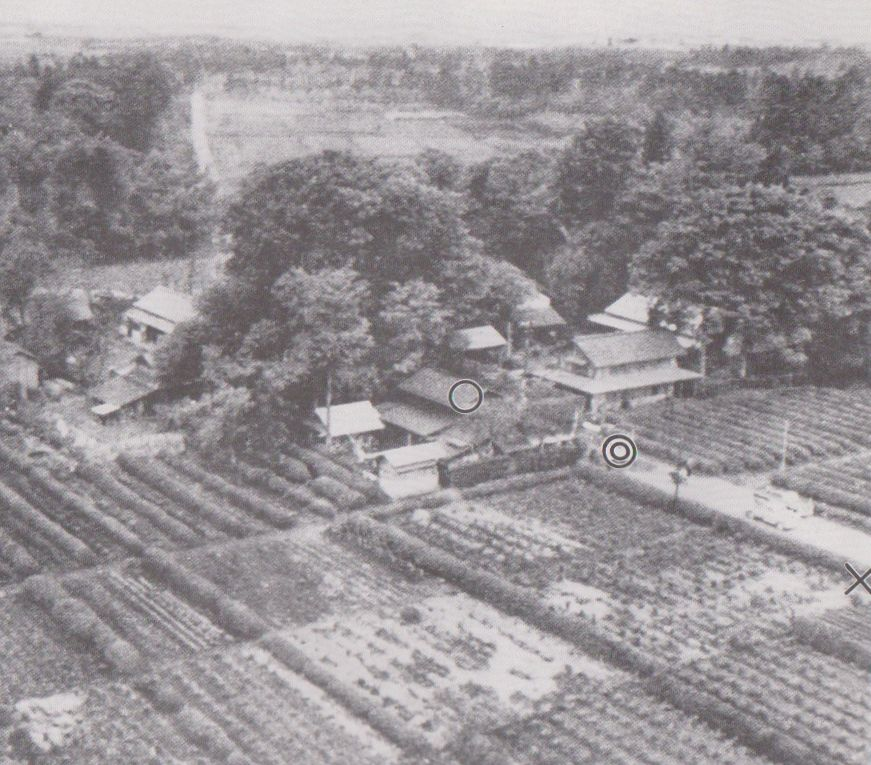
当時の佐野屋。○が佐野屋、◎が姉の立っていた場所、×が犯人の立っていた場所。

- 午前0時半過ぎになっても誰も現れなかったため、張り込みの刑事5～6名[40][41] を含む全員が引き揚げた。
- 午前3時ごろ、狭山市大字入間川の畑付近で数匹の犬が一斉に吠えた。二日後の4日、この付近から被害者の遺体が発見されている。
- 23時55分ごろ、次女はあらためて佐野屋酒店の前に立ち、20万円分の偽造紙幣を用意して犯人を待った。付近の茶畑や民家の庭の植え込みには、張り込みの刑事が40人潜んでいた。

5月3日
- 午前0時10分から15分ごろに犯人が現場にあらわれた[42]。次女は犯人と約12分間にわたって会話したが、犯人は張り込みに気づき「警察に話したんべ。そこに2人いるじゃねぇか」。0時25分ごろ「おらぁ、帰るぞ」と逃げてしまった。このとき、張り込みの刑事40人は、脅迫状の「友だちが車出いくからその人にわたせ」との文言を真に受けて表通りにしか配置を行っておらず、犯人を取り逃がしてしまった。犯人の声について、次女は「年齢は26～27歳から33歳くらい。ごく普通の声で、どちらかといえば非常に気の弱そうな、おとなしい、静かな声であった」と証言[43]。また、次女の脇にいた狭山市立堀兼中学校教育振興会会長は「中年の男」と証言[43]。張り込んでいた警察官は「30歳以上、またはその前後」と証言している[43]。
- 早朝よりの捜査によって、犯人の足跡らしきものが佐野屋の東南方向の畑で見つかった。捜査官は、足跡の臭いを警察犬に追わせたが、1匹は不老川（としとらずがわ）の権現橋付近で追跡を停止した。もう1匹は、佐野屋から北側の川越方面に進んで停まった。夜明けに足跡の採取をおこなった結果、足跡は地下足袋（職人足袋）によるもので、権現橋方面に向かった後、市道をやや逆進し、さらに南側の畑に入っていた。犯人の足跡の臭いが途絶えた不老川（草刈橋からI養豚場方面を望む）

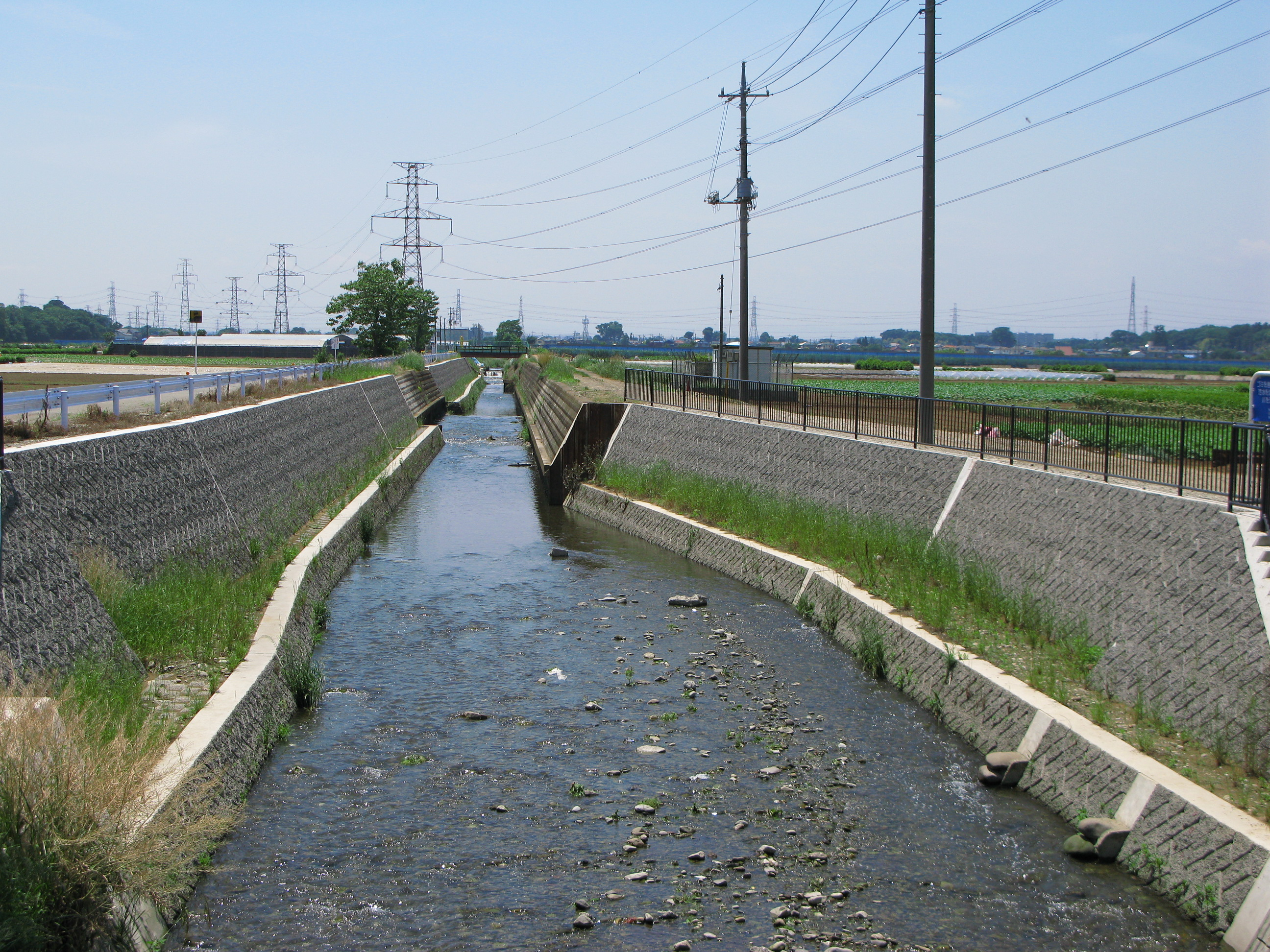
犯人の足跡の臭いが途絶えた不老川（草刈橋からI養豚場方面を望む）

- その権現橋のたもとにI養豚場があった。また、I養豚場の経営者の自宅もあった。I養豚場の経営者は被差別部落出身であり、従業員も被差別部落出身者が多かった[44]。I養豚場は、地元では愚連隊の溜まり場として知られ[45]、石川一雄の兄たちからも警戒されていた[注釈 9]。権現橋はまた、被害者少女の通学路にもあたっていた。当時のI養豚場

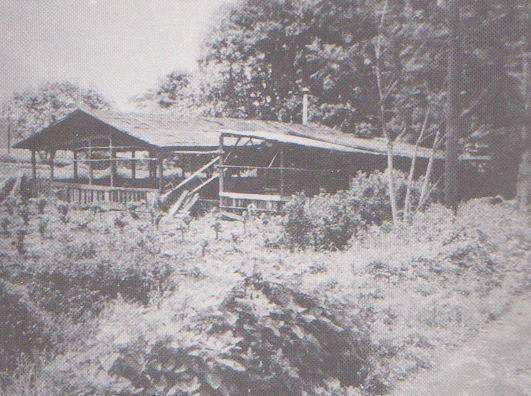
当時のI養豚場

- 朝、埼玉県警は記者会見を開き、本事件を公開捜査にすることを発表。上田明埼玉県警本部長は「犯人は必ず土地の者だという確信をもった。近いうちにも事件を解決できるかもしれない」と発言、中勲捜査本部長も「犯人は土地鑑があることは今までの捜査でハッキリしている。近日中にも事件を解決したい」と発言した。
- 朝から警察官45人と地元の消防団員45人による雑木林の山狩りがおこなわれた他、捜査員165人による聞き込みが実施された。14時25分ごろ、狭山市大字入間川字井戸窪の山林内にて被害者の自転車の荷掛けゴムひもが発見された。

5月4日
- 10時半、殺害された少女の遺体が発見された。遺体は狭山市大字入間川（現:祇園21-20）の雑木林から麦畑に出たところの農道に埋められていた。遺体には目隠しがしてあり、首と脚に細引き紐が巻かれ、手は手拭いで後ろ手に縛られていた。うつぶせに埋められた遺体の上には荒縄が置かれ、遺体の頭部には玉石が載せられていた。
- 19時から21時にかけて、埼玉県警に依頼された五十嵐勝爾鑑定医が、少女宅で司法解剖を行った。
- 遺体は死後2～3日経過しており、死因は首を絞めたことによる窒息死であったが、警察側の五十嵐鑑定では「加害者の上肢（手掌、前膊或いは上膊）あるいは下肢（下腿など）による扼殺」とされ、弁護側の上田・木村鑑定などでは、被害者の首に見られる蒼白帯から、幅広い布による絞殺とされた。死亡推定時刻について、確定判決では5月1日午後4時20分ごろ[46] とし、弁護側では5月2日[47] としている。
- 少女は生前に強姦されており、膣内から血液型B型でLe(a-b+)型の精液が検出された[48][注釈 10]。両足には生活反応のある（生前に受けたことを示す）傷があり、手の爪には犯人のものとみられる皮膚片が挟まっていた[49]。警察側鑑定では強姦とされ、弁護側鑑定では和姦とされた。
- 胃の中には粥状の食物が約250ml残っていた。法医学ではこれは最後に食事したときから2時間、長くても3時間以内に死亡したと推定される（それ以上経過すると胃の中の食物はほとんど腸に移動してしまうため）。
- 胃の中にはジャガイモ・ナス・タマネギ・ニンジン・小豆・菜（葉）・米飯粒の半消化物のほか、トマトが残っていた。後に同級生が法廷で証言したところによると、被害者が当日12時ごろ、昼食として摂った調理実習のカレーライス（ならびにその付け合わせ）には、トマトは入っていなかった。
- 後頭部には生前に負ったものと思しき裂創があり、おそらく転倒の際、角のある鈍体に衝突して生じたものと推定された。弁護側鑑定では、牛乳瓶2本分程度の出血があったとされた。
- 腹部や下肢に引きずられた痕があった。
- 処女膜には少なくとも1週間以上前にできたものとみられる亀裂があったが出血はなかった。
- 死斑の状態から、初め6時間以上にわたり仰向けにされ、その後うつぶせにされたものと推定された。

## 逮捕と自供
1963年3月に発生した「吉展ちゃん誘拐事件」でも警察は犯人を取り逃がしており（2年後の1965年に犯人検挙）、次いで起きた狭山での誘拐犯人取り逃がしについて強い批判を受けた。死体が発見された4日には柏村信雄警察庁長官が辞表を提出し、引責辞任した（10日）。埼玉県警は165名からなる特別捜査本部を発足させるも捜査は難航。死体発見の同日、特捜本部はI養豚場の経営者に聞き込みをおこなったところ、同養豚場からスコップが紛失していることを聞かされたため、この経営者に盗難の被害届を書かせた。スコップの存在を知っていたのはI養豚場関係者に限られることや、I養豚場の番犬に慣れている者でなければスコップを盗み得ない状況にあったことから、警察はI養豚場関係者に的を絞り、特命捜査班を組織してI養豚場関係者に対する捜査を開始した。このとき捜査線上に浮かび上がったのは、以下の面々であった。
- 養豚場経営者のIK（当時27歳。被害者と顔見知りで、傷害の前科2犯あり）[53][注釈 11]。血液型AB[55]。2012年春に死去[56]。
- 養豚場経営者の兄IT（当時33歳。刑務所で服役した過去あり）[53]。1966年に轢死（後述）[56]。
- 養豚場経営者の弟IY（当時19歳。強姦の前科あり）[53][56]。警察によると血液型はO[55]。港会（現・住吉会）組員[57][注釈 12]。事件当時よく一緒に野球をしていたという被害者宅近隣住民は、IYの人となりを「小柄なのに凶暴そのもの、怒ると何をしでかすか分からないような人間」と述べる[56]。2005年病死[56]。
- 養豚場の入口脇に住む大工で1960年6月に強姦未遂・恐喝・窃盗などで検挙されていたTI[52][58]。村の消息通は「不良っ子のうちでNさん（被害者）の家の様子をよく知ってるものといえば、T君ぐらいなもんですよ」という[58]。弟のTFは被害者の中学3年当時の同級生で、のち権現橋で首吊り自殺を遂げた。
- 被差別部落出身で養豚場元従業員のTA（当時20歳。血液型O）[52][注釈 13]。港会（現・住吉会）組員[63]。調理師免許あり[64]。2015年12月の段階で存命中[56]。
- 石川一雄の兄の友人のK三兄弟[52][注釈 14]。
- 石川一雄の兄に地下足袋を借りていた男性[52]。
- 10年前に恐喝の前歴があり、国産乗用車を持っている堀兼の電器店主M（当時29歳）[52][65]。
- 刑務所に服役していたことがある入曽在住の農業の男性K（当時31歳）[52][66]。被害者の父親と顔見知りであった[66]。
- 検挙歴のある少年[52]。
- 無職の男性（当時34歳）[52][注釈 15]

このほか、同養豚場の経営者家族や従業員たち27人中21名の血液型を検査したところ、B型は石川ただ1人であった。さらに、その27人中14人の筆跡を鑑定したところ、石川の筆跡が脅迫状と一致するという結果が出た。石川一雄と同姓で元同僚のIT（当時21歳、1998年病死）も血液型B型だったと伊吹隼人は述べているが、公判ではそのように認定されていない。
時の国家公安委員長・篠田弘作は「こんな悪質な犯人は、なんとしても必ず生きたまま捕らえる」と発表した。11日午後5時ごろ、I養豚場から盗まれたスコップが狭山市大字入間川字東里の小麦畑で発見された。このスコップは一見して農作業や土木工事に使われていたスコップではないことが明瞭であり、木部に食用の油が付着していたため、捜査当局はI養豚場の養豚用スコップと判断した。そこでスコップに付いていた土を調べたところ、遺体を埋めた地点の土と同じものという鑑定結果が出たことから、遺体を埋めたときに使ったスコップと認定された。

### 逮捕から再逮捕まで
5月23日、石川一雄（当時24歳、血液型B型）が暴行、窃盗、恐喝未遂の容疑で逮捕された。逮捕とともに石川の自宅から押収されたゴム紐は、長さ約35センチ、直径約1センチの管状のもので、殺害現場と推定される雑木林の中で見つかった被害者の自転車の荷台のものと、大きさや形が酷似していた。
同日におこなわれたポリグラフ検査で石川は、手拭、タオル、首の絞め方など9項目について、犯人しか知らない点を質問された折に異常な反応を示している。また、被害者の遺体には他人の頭髪が付着していたが、これについて石川の頭髪と比較し、精密検査したところ、特徴がよく似ていることが判明した。
石川の学歴について弁護側は「小学校5年修了」としているが、当時の新聞報道には、1951年に入間川の中学校に入学するもほとんど通学せず1954年に「義務年限終了」で除籍、とある。小学校の指導要録には「他人との協調性に欠け責任感、正義感はまったくない」と書かれ、いたずらをするときは常に先頭に立ち、なにをしでかすかわからない性格とされていた。除籍と同時に保谷の鉄工所に勤めたが旋盤で指を切断する事故を起こし退職したという。
石川はその他、農家の子守奉公や靴屋の店員見習いなどの職を転々としている。1958年3月には東鳩の製菓工場の臨時工員としてビスケットの不良品を選り分けて箱に詰める仕事をしていたが、むら気が強く「いやになると選り分けしないままめちゃくちゃに詰め込んでいた」と同僚は言う。
東鳩時代、最初の1年は野球選手として活躍していたが、やがて狭山から通勤する友人に誘われて不良の仲間に入り、2年目からは素行不良で欠勤が続き、競輪、競馬、パチンコ、賭け麻雀といったギャンブルに入れ込み、給料のほとんどを注ぎ込み とりわけ競輪に熱中していた。無断早退して競輪場に行ったこともある。金につまると新宿の血液銀行で一度に人の二倍ほどの血を売り、その金を競輪に使っていたこともある
1960年から1961年にかけて女子工員とトラブルになり、最終的には会社の製品を無断で持ち出したことが発覚して1961年9月5日に懲戒解雇となった。
石川は土工を経て、1962年10月末頃からI養豚場に住み込みで働いていたが1963年2月28日に退職した。退職の理由は、他人に借りたオートバイを壊してしまい、修理代を月給から引かれるのが気に入らなかったことだった。その後しばらくは金銭問題による家庭内の不和から家出し友人宅に泊めてもらう等していたが、3月10日頃に所持金を使い果たしたため実家に戻ったという。ただし実家に戻ってからも兄とは折り合いが悪く、兄から「家を出て行け」と言われたほか、姉の婚家に「どうしたら一雄を家から追い出せるか」と相談されたこともある。
石川の当時の性格は短気にして粗暴と評され、物を投げる癖があり、同僚の目の前で、パンを焼く大きな窯（かま）に生きた猫を放り込んだこともある（動物虐待）。普段は暗い感じで「つかれる」が口癖であったが、酒を飲むと人格が一変。19歳のときには入間川駅前で不良同士の喧嘩から短刀で刺され、腹膜に達する傷を負ったこともあるが、腹を押さえて自力で病院まで歩いていった。このため、左下腹に大きな傷跡があった。当時はとても一人歩きできない寂しい場所だった薬研坂を、石川は夜遅くなっても平気で歩いていたと同僚はいう。1962年の暮には、テレビ番組で犯人が刑事に次々と犯行を自供しているのをみて、友人に「バカなヤツだ。オレだったらどんなに突っ込まれても否認してみせる」と発言したことがあるという。
石川には前科はなかったが、13歳の時、列車の転覆事件の容疑者と目され、連行されて取り調べを受けたことがある。また、14歳のごろ、友人と共に狭山市柏原の民家から鳩を5～6羽盗み、狭山警察署で取り調べを受け、父親と一緒に浦和の裁判所に呼び出されたが起訴猶予になったことがある。さらに、その翌年ごろ、狭山市入曽の農家の物置から俵を3俵盗み、やはり狭山警察署で調べられ、浦和の裁判所に呼び出されて起訴猶予になったこともある。
石川の人となりについて、石川の元婚約者は自分の父親に対し「あまりしゃべらん陰気なひと」と語っていた。「これまでにも人をなぐったり、詐欺、盗みを働いたりしてふだんから地区内の"きらわれ者"だったという。多くの知人たちは『とにかく不気味な男だった』といっている」との報道もある。なお石川は満足な義務教育を受けていなかったが知的には正常で、知能指数は100あるいはそれ以上だったことが確認されている。
被害者の死体が見つかった5月4日ごろ、石川はいち早く現場に駆けつけ、不安と恐怖におののく人々をよそに「こんなに人が集まるのならアイスクリームでも売ったら儲かるだろうな」と笑っていた。
本事件の犯人の血液型がBであると新聞などに報じられた頃、石川はI養豚場の経営者から血液型を尋ねられ、本当はBと知りつつAと偽ったことがある。また、5月1日のアリバイについては、兄の鳶職の手伝いをしていたから自分は大丈夫だ、とも偽っていた。（事件当日の行動については#石川一雄のアリバイ参照）
石川はまた、事件の数年前の国体予選では入間川地区代表のリレー選手を務めていた。5月2日夜の行動について、石川の家族は「家で寝ていた」と証言していたが、石川の自宅は風呂場伝いに家族に隠れて外出できる構造だった。
共同通信社は、逮捕前から有力容疑者が石川であるという情報を入手しており、逮捕前日の22日、工事現場で働いていた石川を撮影している。また警察は、報道陣に対して逮捕当日から「筆跡などで石川が犯人であることに確信がある」と発表した。一方「彼が犯人だという確信はあるか」との記者の質問には、竹内武雄副本部長（狭山警察署長）は「これが白くなったら、もうあとにロクな手持ちはない」と答えたという。
逮捕直後の石川は「警察が犯人を逃がしておきながら、こんなところに入れやがって、お前なんか出たら殺してやる」と中勲（刑事部長）に食ってかかった。脅迫状の筆跡と石川の筆跡の一致については「同じ日本語だから似ているのが当たり前だ」と、一致の事実を認めた上で開き直った。「何度同じことを訊くんだ」と取調官に突然手を上げたほか、鉛筆を投げたり、そっぽを向いて鼻歌をうたったりした。調べ室に置いてあった被害者の写真をこなごなに引き裂いたこともある。

また石川の母の証言によると、5月3日朝に石川は起床できず昼頃まで寝ていたというが、5月3日早朝は犯人が佐野屋付近で身代金を奪い損ねて逃走した日だったため、逃げ疲れて寝込んでいたものと警察では解釈した。石川は競輪が好きで少なくとも3万数千円 の借金があったため、金に困っての犯行と思われた。競輪好きの石川は西武園競輪場にもたびたび足を運んでいたため、脅迫状の中の文言
（もし車で行った友達が時間どおり無事に帰って来なかったら子供は西武園の池の中に死んでいるからそこへ行ってみろ）と結びつくと解釈された。石川の逮捕前、『毎日新聞』1963年5月9日付第13版は「警察の字を刑札などと間違えているのに、西武園はちゃんと書いてるんで、競輪マニアじゃないかという説もある」と報じていた。石川は当時、雅樹ちゃん誘拐殺人事件に異常な関心を示していた。

石川逮捕の当時の心境を、被害者の長兄は
と述懐した。石川逮捕の2～3日前（5月20日ごろ）から石川が犯人に間違いないという信念を強くしていたという。石川は、養豚場勤務の頃に被害者宅の近くで盗みの下見などを行っていたこともある。
警察は20日以上にわたって取り調べを行ったが石川は自白をしなかった。この間、6月9日には、佐野屋付近の茶畑に残された地下足袋の足跡と、石川宅から押収された地下足袋の大きさや特徴が、完全に一致することが確認された。石川は「この地下足袋は兄のもので、自分には小さすぎて履けない」と言っていたが、捜査本部で石川に履かせたところ、無理をせずに履けることが判明した。石川が事件の前後この地下足袋を履いて仕事をしていた事実も突き止められた。
6月13日 窃盗・暴行・傷害などの容疑で起訴された。 6月17日、保釈が認められ釈放されたが、同日、警察は石川を強盗強姦殺人・死体遺棄容疑で再逮捕した。
再逮捕された石川は、「養豚場の元同僚たち2人が被害者を強姦・殺害した。ただし自分は脅迫状を書いて届けて死体埋葬用のスコップを盗んだだけである。」という自白（3人共犯説）を6月20日に行った。共犯の存在を匂わせるのは犯罪者が自らの責任を軽くする意図でしばしば行うこととされており、雅樹ちゃん誘拐殺人事件の犯人も最初は共犯がいるような主張をしたという。
さらに、6月21日には石川が描いた少女のカバンを捨てた場所の地図に基づいてカバンが発見された。6月23日には単独犯行を自白した。6月26日には自供に基づいて自宅から万年筆が発見された。さらに、7月2日、石川の自供に基づいて腕時計を捨てたとされる場所の付近から、時計が発見された。石川の自宅から発見されたノートのページの切り口が、脅迫状の紙面の切り口と一致するとも報じられた。

石川はI養豚場で働いていた頃から被害者とは顔見知りだった。そのため、気安く冗談をとばして被害者をからかったが無視されたため逆上して犯行に及んだ、というのが当時の自供であった。

石川の再逮捕を受け、被害者の長兄は
と語った。
松本清張は「石川の自供からカバンが出てきた以上、犯人と断定してさしつかえないだろう」とコメントし、村岡花子は「捜査陣の長い間のネバリと自信の勝利」と称えた。

### 石川一雄のアリバイ

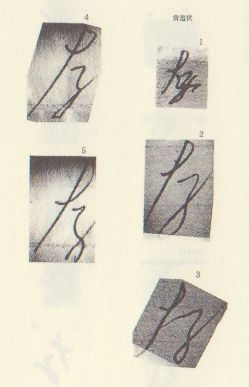
脅迫状における「な」の筆跡

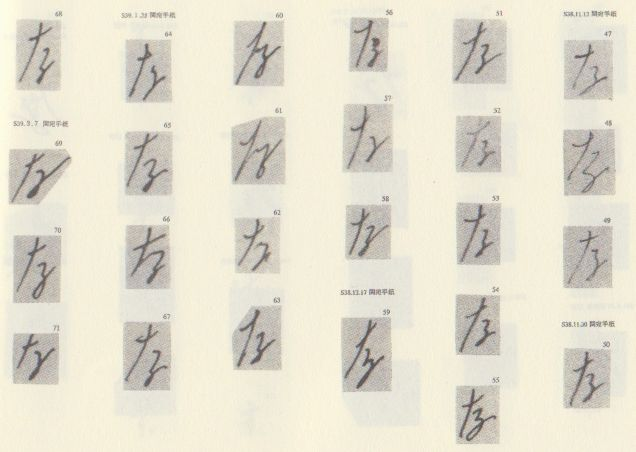
石川自筆の「な」の筆跡

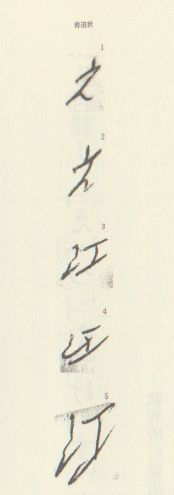
脅迫状における「え」「江」の筆跡

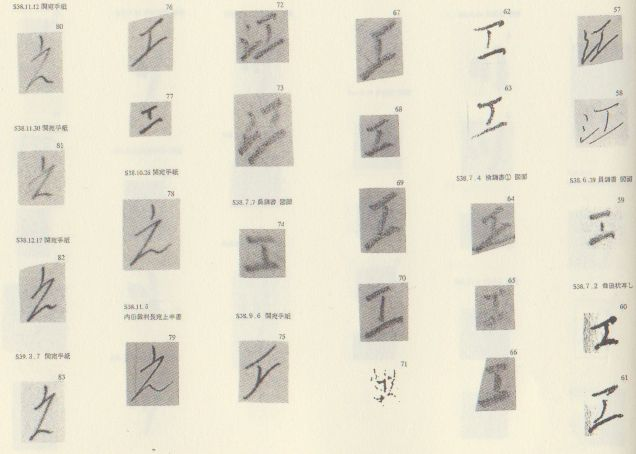
石川自筆の「江」「エ」「え」の筆跡

逮捕される前の石川は、警察による事情聴取に対し、事件当日の行動を以下のように語っていた。
- 8時ごろ - 兄と一緒に近所で仕事を開始。
- 16時ごろ - 仕事を終えて帰宅。その後はどこにも外出せず、家で過ごす。
- 21時ごろ - 夕食後に就寝。

石川の逮捕後、1963年5月25日の段階でも石川の親類や友人は「一雄は事件当日、屋根の修理に行っていた」と嘘をついていた。しかし、後にこの申し立ては家族や親類や友人と口裏を合わせた上での嘘であることが露見した。
犯行自供後、石川は事件当日の行動を以下のように語った。
- 14時台 - 入間川駅（現・狭山市駅）で下車、牛乳を飲みながら歩き出す。
- 15時台 - 50分ごろ、狭山市入間川の加佐志街道の十字路で、自転車で学校から帰宅する途中の被害者と遭遇。
- 16時半ごろ - 強姦と殺人を実行。
- 17時台 - 死体処理について30分ほど思案した後、死体を芋穴のそばに運ぶ。脅迫状を訂正。
- 18時台 - 荒縄を盗む。死体を芋穴に逆さ吊りにしてから被害者の家へ被害者の自転車で出発。
- 19時台 - 被害者の家に向かう途中、山林で被害者の教科書と鞄を捨てる。30分ごろ被害者の家に到着し、玄関のガラス戸に脅迫状を差し込む。徒歩で帰る途中、I養豚場からスコップを盗む。
- 20時台 - 盗んだスコップで穴を掘る。芋穴から死体を出して死体埋葬用の穴に埋める。スコップは麦畑に捨てる。
- 21時台 - 自宅に帰って着替える。

死刑判決後、自供を撤回してふたたび無罪主張に転じてからは、事件当日の行動はこうだったと主張し始めた。
- 7時過ぎ、「仕事に行く」と言って弁当持参で家を出る。しかし仕事に行かず、入間川駅から西武新宿駅行きの急行に乗り、西武園駅で下車、西武園で2時間以上を過ごした後、所沢のパチンコ屋で時間をつぶす。
- 14時台 - 入間川駅で下車、仕事のズル休みが露見すると父に叱られると考え、西口で引き続き時間をつぶす。金子八百屋の知り合いから「パチンコかい？」と訊かれた（と石川一雄は主張しているが、当の八百屋は「憶えていない」という[113]）。
- 15時台 - 煙草とマッチを買う。入間川小学校（当時は入間川駅の西口にあった。現在は移転）の築山で休んでいたら雨が降ってきた。
- 16時台 - 入間川駅西口前の荷小屋に到着。雨が本降りになったため19時過ぎまで3時間以上にわたり雨宿りをする。この間、16時ごろに中学生の集団を見たほか、17時ごろに残飯を積んでジョンソン基地から石川の自宅方面へ向かうI養豚場の車を見たという[注釈 20][注釈 21]。
- 19時ごろ - 自宅に帰って着替える。
- 22時ごろ - 食事と入浴の後に就寝。床に入ってからしばらくすると、兄が単車に乗ってずぶ濡れで帰宅してきたという。

しかし無罪主張に転じてからのアリバイは家族の証言以外の裏付けがなく、遊園地でもパチンコ屋でも小学校でも荷小屋でも石川の姿は目撃されておらず、もともと家族と口裏を合わせてアリバイを偽っていた経緯もあり、裁判では事実と認定されていない。東京高裁判決における「石川うそつき論」 を非難している狭山弁護団の松本健男も、アリバイをめぐる石川の虚言については争っていない。

### 冤罪説
カバン、万年筆、腕時計が石川の自供により発見されたことは、犯人しか知り得ない物証として各判決の決め手となった。そのため三大物証と呼ばれている。しかし、下記の点を根拠に冤罪説を主張する者もいる。

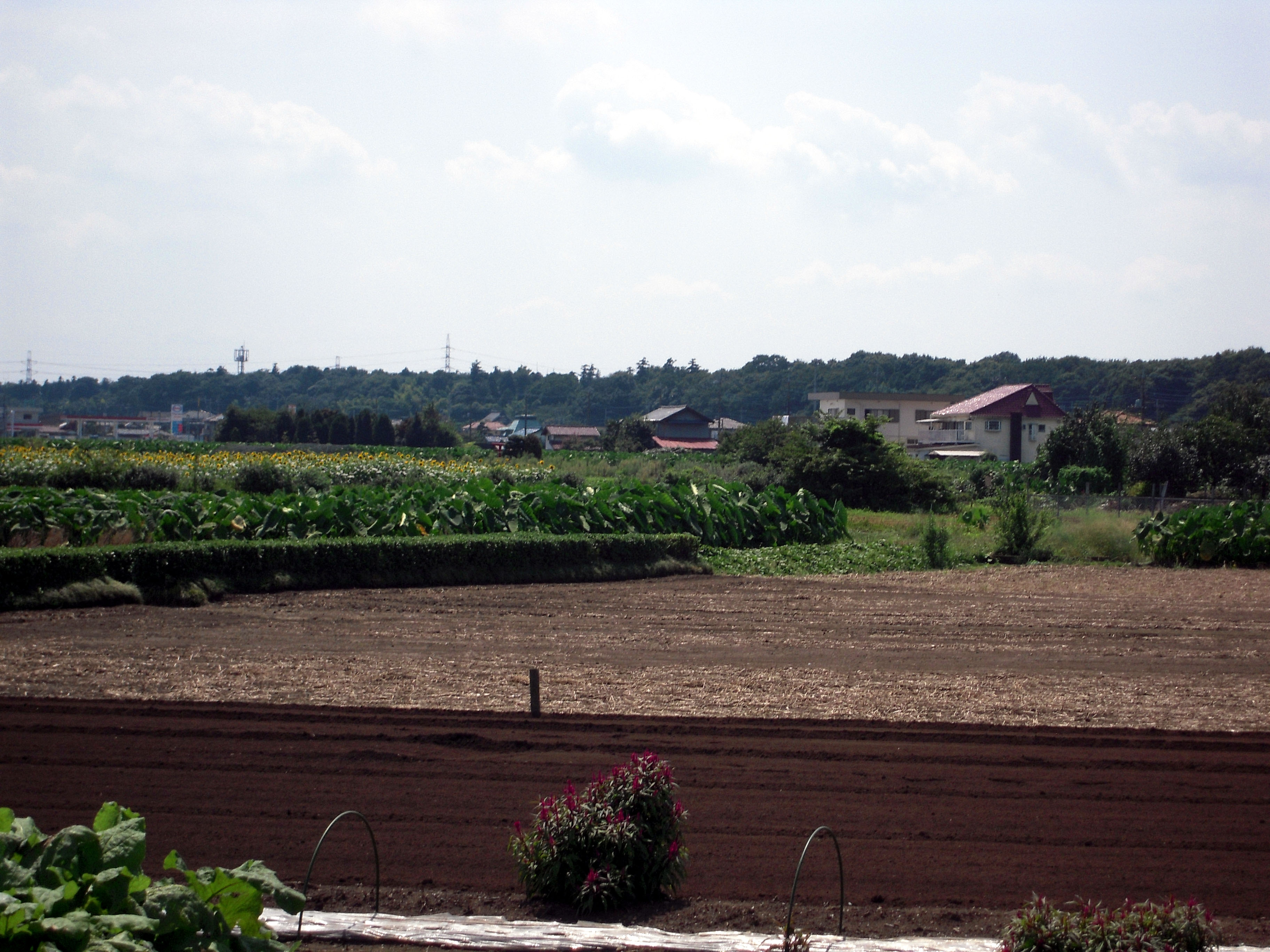
事件の舞台となった狭山の屋敷林の風景

- 腕時計については当初捜索のために発表された品名はシチズン・コニー（埼玉県警から特別重要品触として5月8日に手配された物はコニー6型で側番号C6803 2050678と個体識別情報があった）となっていたものが、実際に発見されたのはシチズン・ペット。つまり別の物。

この点につき最高裁は、「側番号は、捜査官が品触れを作成するために見本として使用した同種同型の腕時計の側番号を軽率にもそのまま記載したことが証拠上明らか」と、側番号が違うのは捜査官の不注意ミスと述べた。さらに、「かえって、関係証拠によると、本件腕時計はY（被害者）と姉Tの二人が互いに使用していたことがあり、その場合、それぞれ違ったバンド穴を使用していたというのであって、本件腕時計のバンドにはその事実を裏付ける形跡が窺える」と述べ、発見された腕時計が被害者やその姉の使用品であることは間違いないとしている。
なお、1976年秋の証拠開示の結果、この品触れに載っていた側番号は確かに見本の時計のものであることが確認され、これにより「発見された時計は被害者のものではない」という弁護側上告趣意書の主張は誤りであることが判明した。このことは「弁護側や、石川一雄の無実を信じて支援活動を続けている人びとにもショックを与え」た、とされる。
- 発見された万年筆は中に入っていたインクがブルーブラック。被害者が当日にペン習字の授業で使っていたとされるインクはライトブルー。

この点につき最高裁は、「被害者又は万年筆やインクと無縁ではない申立人 によって本件万年筆にブルーブラックのインクが補充された可能性がある以上，本件万年筆が被害者の万年筆ではない疑いがあるとはいえない」と述べ、被害者または石川がペン習字の授業の後、インクを詰め替えた可能性を認定した。
- 石川の自宅は「自供」以前に何度も捜索されていたにも関わらず、人目につきやすい勝手口の鴨居から万年筆が突然「発見」されたのは「自供」後。

この点につき最高裁は、「鴨居の高さや奥行などからみて、必ずしも当然に、捜査官の目に止まる場所ともいえず、捜査官がこの場所を見落すことはありうるような状況の隠匿場所であるともみられる」と、警官が見落とした可能性を認定した。なお石川自身は「あれは関さん（石川の知人である巡査長）が置いたのではないと思います。関さんは親切な人でしたから」と発言している。
- 警察側が証拠とする脅迫状の筆跡が石川の筆跡と異なるものであることは明確であり、かつ、当時の石川には文字を書く能力がないに等しかった。

この点につき最高裁は、脅迫状の筆跡や用字上の特徴と石川の特徴を比べた上で、両者の特徴は同一であると結論づけた。識字能力について石川自身は「浦和（拘置所）にいたときの私は字の読み書きは全く出来ませんでした」「昭和42年ごろから、私は文字の読み書きを拘置所の中で、独力ではじめたのです」と自称していたが、裁判所は、石川が14歳の時に3ヶ月間ひらがなや漢字を習っていたこと、顧客の氏名を漢字で書きこなしていたこと、報知新聞の競輪予想欄や読売新聞を読む力があったこと、友人から交通法規の本と自動車構造の本を借りて読んでいたこと などを挙げて「他の補助手段を借りて下書きや練習をすれば、作成することが困難な文章ではない」と認定した。これに対し、狭山弁護団の松本健男は「常識的な判断過程では、石川は当時漢字が書けなかった、したがって漢字を多用した脅迫状を書くことはできないとすべきところを、判決は、確かに石川は逮捕後書いた説明文には漢字をまったく用いていないが、手本の『リボン』（ママ）をみて書いた脅迫状には漢字が多用されている、これは石川が本を見て漢字を練習して書いたからだというのである」 と非難しているが、そもそも裁判所は「被告人は教育程度が低く、逮捕された後に作成した図面に記載した説明文を見ても誤りが多いうえ漢字も余り知らない」 と述べているだけで、「石川は逮捕後書いた説明文には漢字をまったく用いていない」などと認定した事実は存在しない。

なお、国語学者の大野晋は、検察側証拠として提出された脅迫状について、東京高裁控訴審と第2次再審請求の2度にわたり筆跡鑑定を行い、脅迫状の筆跡および文章が逮捕時の石川の稚拙な日本語能力では不可能なものであると分析し、「脅迫状は被告人が書いた物ではないと判断される」と結論づけた。しかし、裁判所は大野晋、磨野久一（京都市教育委員会指導主事）、綾村勝次（書道家）による3鑑定書について「これらの鑑定書の説くところは、一言にしていえば、不確定な要素を前提として自己の感想ないし意見を記述した点が多く見られ、到底前記三鑑定を批判し得るような専門的な所見とは認め難い」「被告人は、「りぼん」から当時知らない漢字を振り仮名を頼りに拾い出して練習したうえ脅迫状を作成したものと認められる（「刑」の字についてはテレビその他で覚えていた可能性も考えられることはすでに指摘したとおりであり、「西武」についても、被告人は西武園へしばしば行っていたのであるから、同様に前から知っていたであろうことは容易に推測されるところである。）」と退けた。

また、大野鑑定は石川の埼玉県警狭山署長あて上申書（1963年5月21日）と脅迫状だけを比較したものだったため、半沢英一から「上申書だけでなく、関源三さんあての手紙なども問題となるので、これらの筆跡資料も対象として立論がなされるべきだった」と批判された。

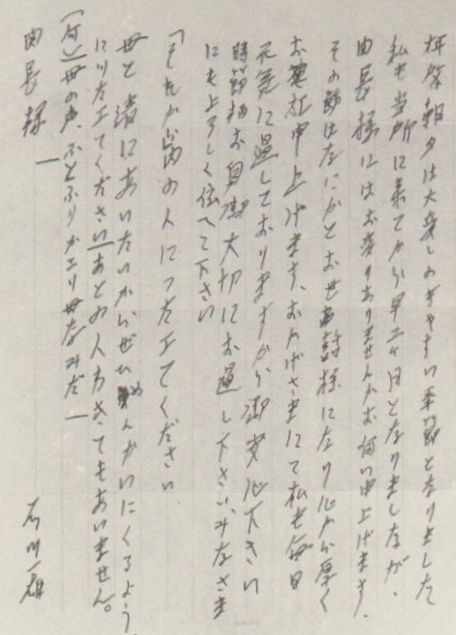
石川一雄の筆跡（1963年9月6日）。「つたえてください」を「ツたエてください」と書いている。なお、この手紙を書いた当時は1963年9月4日に第1審の初公判が始まったばかりだったが、石川自身は「昭和42年（1967年）ごろから、私は文字の読み書きを拘置所の中で、独力ではじめたのです。控訴審になってから、外部の人に無罪を訴えるためには、もはや自分自身の手に頼るしかないと思い、猛勉強をしたのです。そのころには、外部から手紙をもらうようになりました。当初は読めないから担当の看守に読んでもらったのですが、もちろん返事は書けません」と言っている。

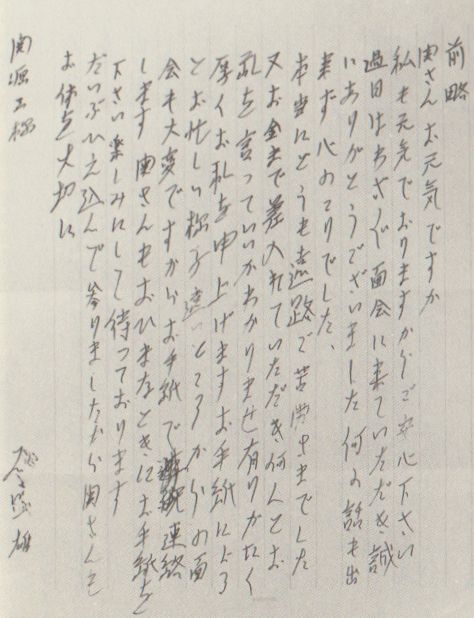
石川一雄の筆跡（1963年10月26日）

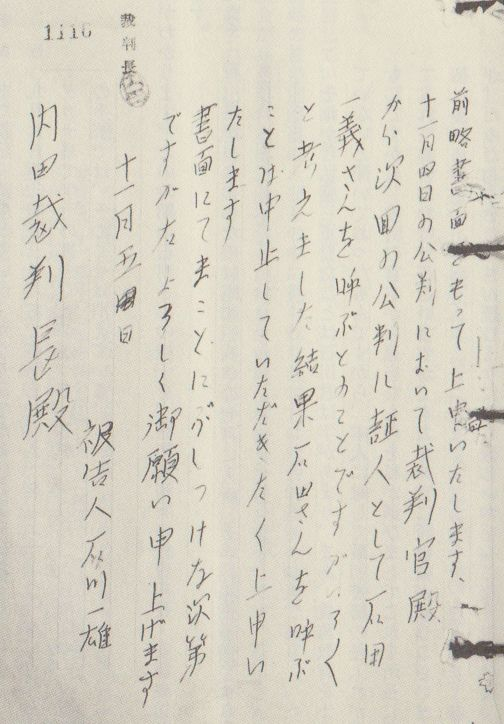
石川一雄の筆跡（1963年11月5日）

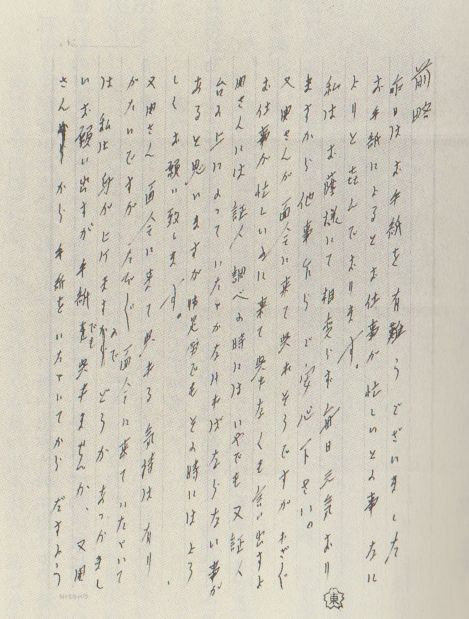
石川一雄の筆跡（1964年8月21日）。脅迫状では「一分出もをくれたら」「車出いツた」「死出死まう」などと「で」が「出」と表記されていた。この手紙でも「来て呉れなくも言い出すよ」「あつかましいお願い出すが」などと「で」が「出」と表記されている。

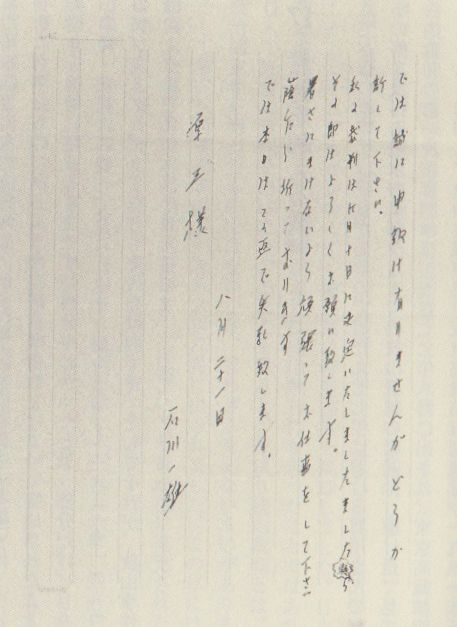
石川一雄の筆跡（1964年8月21日）

事件当時から石川の支援団体で活動していたというメンバーの一人は「自分も養豚場従業員の筆跡はひと通り見たけど、やっぱり石川さんの字が比較的脅迫状の字には似ていた。あとのはもう、全然似てなかったし」と発言しており、冤罪論者の側にも石川と脅迫状筆者との筆跡の類似を認める声がある。

### 最高裁判決
一方、最高裁において次のような事実が認定された。
- 脅迫状における「時」の字の「土」の部分は「主」の崩し字となっていた。石川による上申書でも「時」の「土」の部分が「主」と誤記されていた[118]。
- 脅迫状における以下の特徴が、石川自筆の早退届（逮捕前、東鳩東京製菓株式会社保谷工場勤務時代に書いたもの）や上申書にも表れていた。

1. 平仮名で「つ」と書くべきところを片仮名で「ツ」と書くこと。[15]
2. 日付の記載は漢数字とアラビア数字を混用すること。[15]
3. 助詞「は」は「は」と「わ」を混用すること。[15]

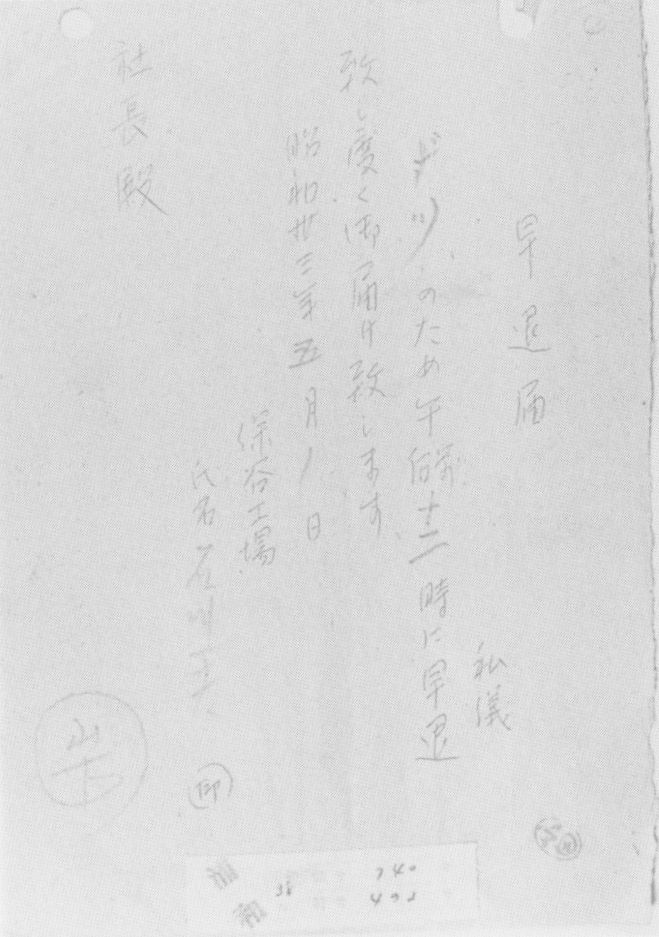
事件の5年前、1958年5月1日、石川が東鳩東京製菓株式会社保谷工場勤務時代に書いた早退届。定型書式は他人の筆跡で書かれているが、早退の理由「ずツ」（頭痛）と氏名「石川一夫」、時刻「十二」、さらに「五月1日」という日付を自筆で書いている。ひらがなで「つ」と書くべきところをカタカナで「ツ」と書き、さらに漢数字とアラビア数字を混ぜて書いているのは脅迫状と同じである、と埼玉県本部警鑑識課の関根・吉田両技官（1963年6月1日付）や科学警察研究所の長野勝弘技官（1963年6月10日付）に鑑定された。

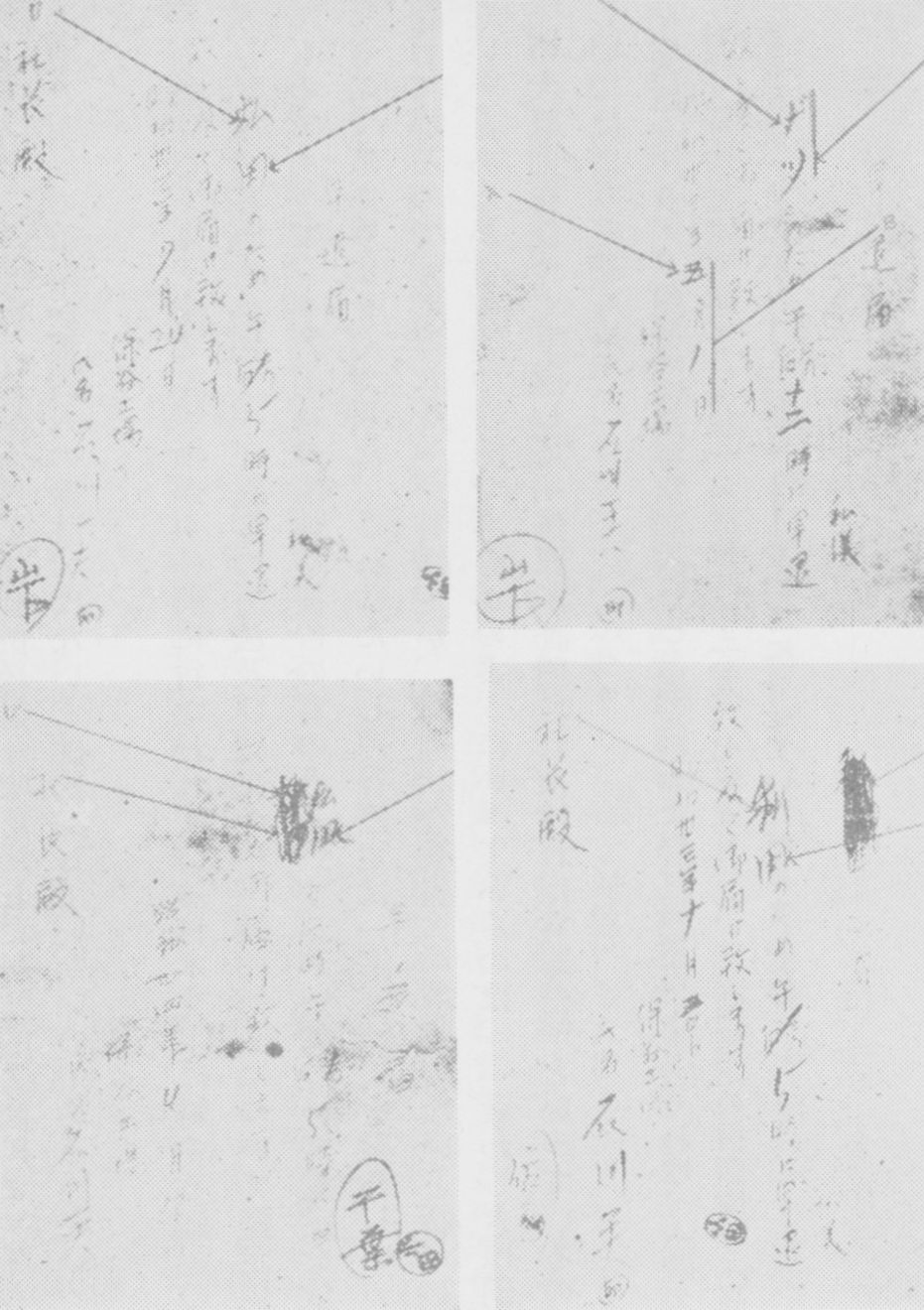
石川一雄が1958年から1959年にかけて東鳩東京製菓株式会社保谷工場に提出した4枚の早退届。

- 脅迫状では「一分出もをくれたら」「車出いツた」「死出死まう」などと「で」が「出」と表記されていた。石川自筆の手紙でも「来て呉れなくも言い出すよ」「あつかましいお願い出すが」などと「で」が「出」と表記されていた[15]。
- 石川は脅迫状を被害者の家族方に届けに行く途中、鎌倉街道で自動三輪車に追い越されたと供述している。この自供の後、警察が証人を探したところ、確かに同時刻に鎌倉街道を自動三輪車で通ったという証人が見つかった（犯人しか知り得ない事実）。[15]
- 石川は脅迫状を被害者の家族方に届けに行く途中、被害者宅の近隣農家に被害者宅の場所を訊いたと供述している。その近隣農家に面通しさせたところ、石川の背丈・顔貌・頭髪の様子と一致した[68][注釈 25]。
- 石川は脅迫状を被害者の家族方に届けに行く途中、被害者宅の2～3軒東隣の表道路に自動車が停まっているのを目撃したと供述している。調べてみると、そのころ被害者宅の2軒東隣に肥料商がライトバンを停めていた事実が判明した。[68]
- 被害者の遺体を縛る時に用いた手ぬぐいは狭山市の「五十子米穀店」が165本配布したうちの1本であり[注釈 26]、同じくタオルは東京都江戸川区の「月島食品工業株式会社」が配った8434本[注釈 27]（いずれも一般の顧客ではなく商店の家族や雇用人に配布され[130]、このうち狭山市内では9軒のパン屋などに配布された[131]）のうちの1本だったが、追跡の結果、石川はこれらを両方とも入手し得たごく少数の1人と判明した。すなわち、前者は石川の姉婿に2本（ただし姉婿は「1本しか貰わない」と述べた[注釈 28][注釈 29]）と石川の隣人に1本が渡っており、後者は石川がかつて勤務していた東鳩東京製菓株式会社保谷工場の工場野球チームに約50本が渡っていた。石川はこの野球チームの元メンバーであった。[15][68]
- 被害者の姉ならびに狭山市立堀兼中学校教育振興会会長[注釈 30]（身代金受け渡しの際に姉の脇で犯人の声を聞いていた）が、犯人の声と石川の声を「そっくりだったです」「声全体から受ける感じがピッタリだった」と証言した。[15][134]
- 石川は当初、家族と口裏を合わせて[106]「5月1日は兄とともに近所の家の屋根を直しに8時ごろから16時ごろまで仕事をしていた」「この日はどこへも出なかった」「そして夕飯を食べて21時ごろ寝てしまった」とアリバイを偽っていた[103][104]。のちにこのアリバイは覆され[106]、石川の虚偽が証明された。

## 刑事裁判の経過

### 第一審
1963年6月13日、窃盗、森林窃盗、傷害、暴行、横領の罪で浦和地方裁判所 川越支部に起訴された。同年7月9日、当時の浦和地方裁判所（現：さいたま地方裁判所）に強盗強姦・強盗殺人・死体遺棄および恐喝未遂で追起訴され て浦和拘置所に移送された石川は、同年9月4日から始まった一審で犯行を終始認め、判決の言い渡しまで否認をしなかった。捜査官の自白強制による冤罪の場合、公判では被告人が一審から無罪を主張するのが通例であり、石川のように一審で罪を全面的に認めていたのは特異なケースとされる。

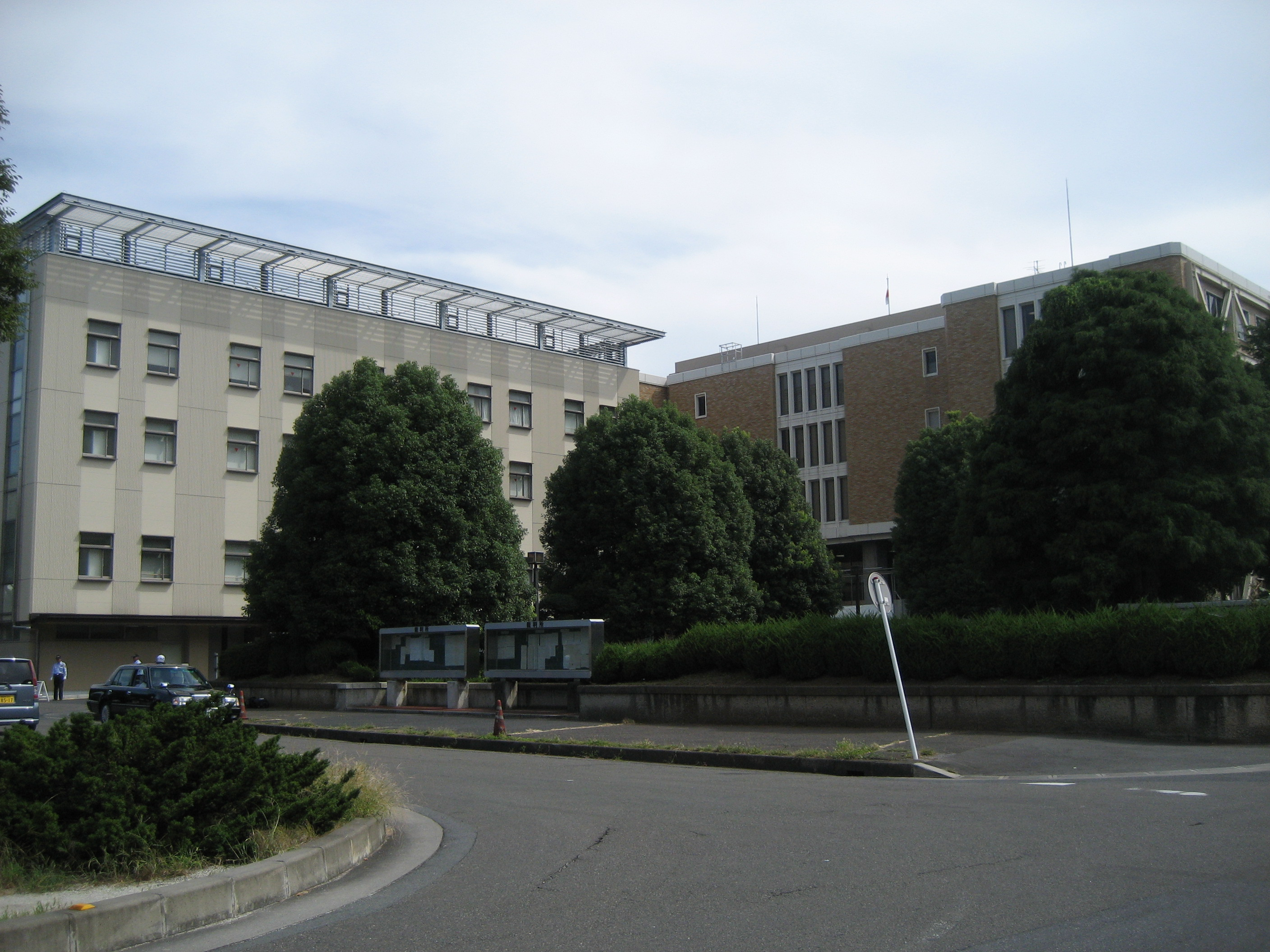
石川一雄が死刑判決を受けた浦和地方裁判所（現・さいたま地方裁判所）

石川によると、当初罪を認めていたのは、警視の長谷部梅吉から
と甘言で釣られたためであるというが、当の長谷部はこのような発言の存在を否定しており、石川の申立の信憑性は証明されていない。冤罪論の立場からは、石川の自供は警察に騙されて引き出されたものと説明されているが、自供した動機の説明として「それだけでは不十分」であることは『狭山差別裁判』の著者の師岡佑行も認めている。なお、逮捕当初の石川は被害者の父に1963年6月27日付で
との書き出しで、
と訴えた謝罪の手紙を出している 他、川越警察署分室の留置場の壁板にも
と詫び文句を爪書している。しかし、弁護人の中田直人らは自白や物証の疑わしさを衝き、また警察による違法捜査の可能性を指摘し、無罪を主張した。ただし一審の段階では石川が犯行を認めていたため、弁護人橋本紀徳の最終弁論もまた、本事件が石川の犯行であったことを前提に、石川に前科がなかったこと、出来心による犯行 であったこと、意図的に殺したのではなく誤って殺したことなどを強調し情状酌量を狙う内容となっていた。なお、石川家には私選弁護人の報酬を支払う能力がなかったため、中田らは自腹で石川を弁護した。一審判決の直前、1964年3月7日、石川は知人である巡査長の関源三に
と書き送っている。同年3月11日に浦和地裁は石川に対し、死刑の判決を言い渡した。

### 控訴審
3月12日、石川は控訴し、同年4月30日、東京拘置所に送られた。控訴後の3月26日に知人である巡査長の関源三 に
と石川は書き送っている。また、1964年4月20日付で浦和地裁の裁判長に
で始まる上申書を出しており、この段階では殺人の罪を争っていなかった。このころ拘置所で石川と同房だった者の証言によると、当時の石川は
と語り、三波春夫の歌のメロディで
という替え歌をうたっていたという。また、この同房者によると、当時の石川は
とも発言していたという。

ところが、同年9月10日東京高裁（裁判長・久永正勝）の第1回公判では、石川は「お手数をかけて申し訳ないが、私は●●さん（被害者の名前）を殺してはいない。このことは弁護士にも話していない」と言い放ち、執拗な取り調べや虚偽の司法取引などにより自白を強要されたことを主張し、一審で認めた犯行を全面否認した。石川が突如として無罪主張に転じた背後には、石川の父親の友人で、石川の補佐人として雇われていた川越出身の部落解放運動家・荻原佑介（自称「部落民連盟、日本監察保安隊」「同胞差別偏見撲滅部落民完全解放自由民主党」 代表）の示唆が関与していた。

石川が一審で犯行を認めたのは、「認めれば10年で刑務所から出してやる」という警察官との「男と男の約束」を信じたためであるという。しかし、1964年9月に無罪主張に転じ、みずから「男の約束」を反故にした後も石川は知り合いの巡査部長の関にあてて
と、みずから進んで自白した旨の友好的な手紙を書き送っている（1965年6月22日付）。また、1965年7月18日にも
と詫びるハガキを関に送っている。

しかし警察に対する石川の感情は後に悪化し、1966年11月22日付の荻原宛の手紙では
と呪詛の念を吐露するに至った。
1974年10月31日東京高等裁判所の寺尾正二裁判長は、弁護団の無罪主張を斥けたが、原判決を破棄（自判）して「無期懲役」の判決を下した。死刑を選択しなかった理由について、東京高裁判決は「本件の犯行には右に述べた偶然的な要素の重なりもあって、被告人にとって事が予期しない事態にまで発展してしまった節があると認められること、それまで前科前歴もないこと、その他一件記録に現れた被告人に有利な諸般の情状を考量すると、原判決が臨むに死刑をもってしたのは、刑の量定重きに過ぎて妥当でない」と述べている。

### 上告審
1976年1月 弁護団は上告したが、1977年8月9日 最高裁第二小法廷はこれを棄却 し、異議申し立ても棄却した（8月15日付）。これにより無期懲役刑が確定した。同年9月8日石川は千葉刑務所に収監された。

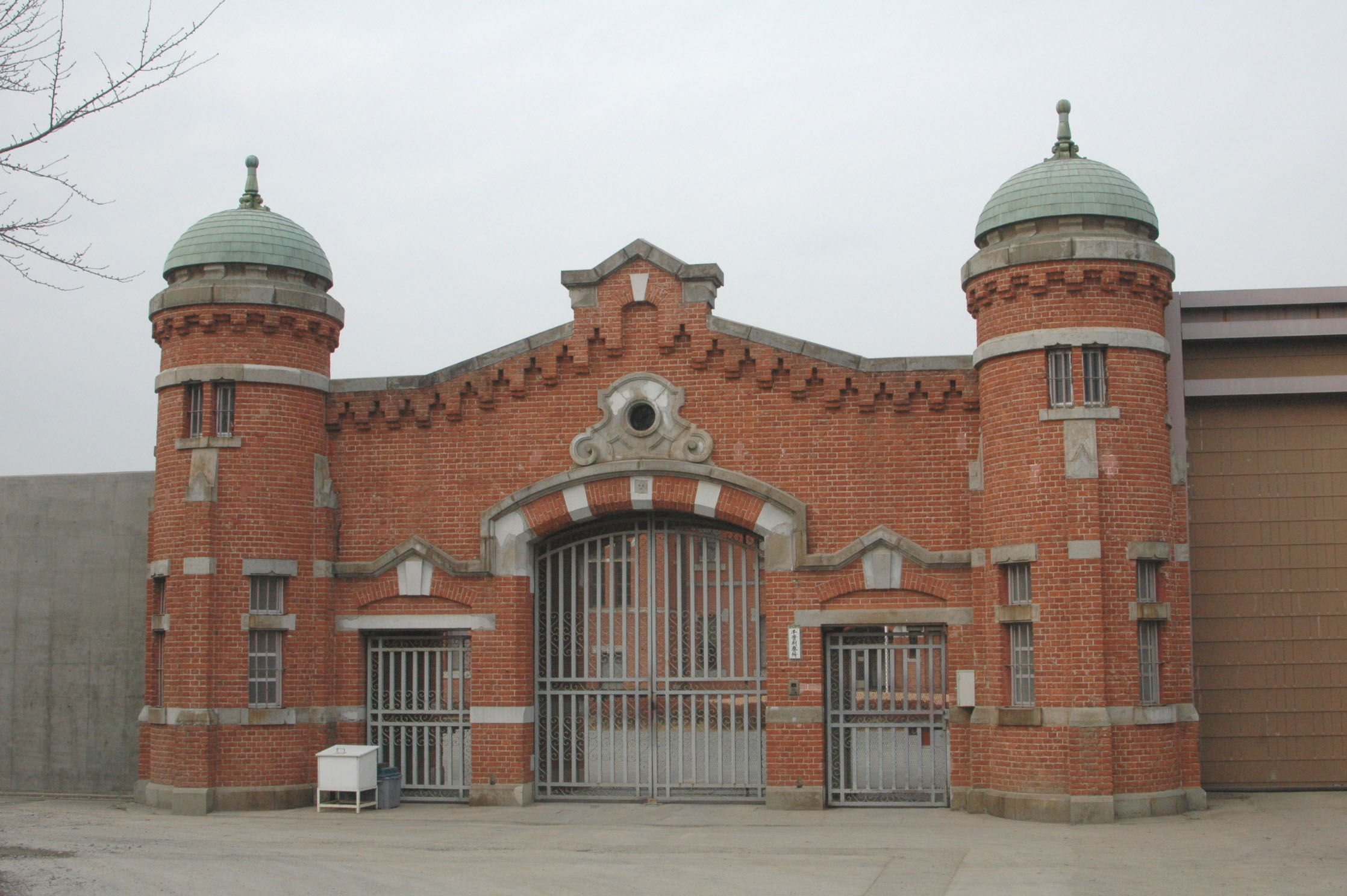
石川一雄が服役した千葉刑務所

千葉刑務所での様子は、見沢知廉『囚人狂時代』、金原龍一『31年ぶりにムショを出た』、元死刑囚K・O（カービン銃ギャング事件主犯）『続・さらばわが友』に描写されている。K・Oによると、刑務所当局は石川の支援団体に気を遣い、石川には入所早々から日当たりの良い南側の独居房をあてがう特別待遇をおこない、所内での禁止行為を石川にだけは特別に黙認していたという。石川の愛読書は殺人関係の小説であった。石川はまた、獄中で短歌を作り、「牽牛と織女の再会ドッキング」（七夕）から「淫戯を想して」涎を垂らす旨の歌を詠んでいる。

金原によると、千葉刑務所の周辺には週に約1回の頻度で部落解放同盟や中核派や社青同解放派などの支援団体の街宣車が訪れ、「冤罪事件に巻き込まれた石川さん! 今日も頑張ってください!!」などと大音量の拡声器で激励していたのが塀の中まで明瞭に聞こえていたという。石川は
などと自慢していたために反感を買い、「冤罪を訴えているが実はやってるんじゃないか」と噂されることもあったと金原は伝えている。また見沢によると、千葉刑務所時代の石川は月額数百万円のカンパを貰い、カンパ金で車やビルを買ったといわれる。しかし石川は「いやあ、今月のカンパは少ねえなあ」と笑い、出所の翌日には700万円のオーディオ機器を買ったという。このような石川の行動に対して『解放新聞』編集長の土方鉄は詩人の酒井真右に
と嘆いており、部落解放同盟の内部にも石川を批判する声があった。冤罪論の教宣活動に携わった師岡佑行もまた、
と牽制している。
千葉刑務所で共に服役していた桜井昌司（布川事件）との2017年9月のラジオ対談にて、石川は「私はある程度特別扱いされていたので、あまり（刑務官から）お叱りを受けるようなことはなかったですね」、「部屋の中で頭を洗っちゃいけないんだけど、私はしょっちゅう頭を洗ってても懲罰を受けることはなかったですね」などと発言しており、桜井もまた「しょうがねえ、石川は特別扱いだからって仲間はよく言ってた」と認めている。
1994年12月21日石川が31年7ヶ月ぶりに仮出獄した。関東地方更生保護委員会はこの事実を公表したが、極めて異例のことである。他に公表したケースは、神戸連続児童殺傷事件の加害者（元少年A（犯行当時14歳））が関東医療少年院を仮退院した事例のみである。通常、仮出獄は受刑者に改悛の状があるときにしか認められないが（刑法第28条）、石川の場合は運動団体の圧力により、無罪主張を維持しつつ仮出獄を認めさせる異例の形となった。石川は仮出獄された当時、取調官たちへの「復讐」を考えていたと認めている。仮出獄後の石川は故郷の狭山市の実家に戻ったが、1995年12月18日に実家が全焼。その後、実家跡には部落解放同盟の「狭山再審闘争勝利現地事務所」が建てられ、事件当時の石川宅が復元保存されている。
もともと石川一雄は製菓工場時代に被差別部落出身ではない女性と知り合って婚約関係となっていたが、事件の4ヶ月前、1963年1月に急性肺炎で婚約者を失った過去がある。しかし、仮出獄2周年の1996年12月21日には支援者である徳島県の被差別部落出身の女性（狭山事件の被害者女性と同年、1947年の生まれ）と結婚し、実家付近に8階建てのマンションを建て、不動産収入で老後を送っている。

## 再審請求

### 第1次再審請求
第1次再審請求は1977年(昭和52年)8月30日に提起された。しかし1980年(昭和55年)2月7日、東京高裁は再審請求を棄却する決定を出した(裁判長・四ッ谷巌）。弁護団は異議を申し立てたが、1981年(昭和56年)3月25日付で東京高裁は異議申し立てを棄却する決定を出した。弁護団は同決定を不服として、最高裁へ特別抗告したが、1985年(昭和60年)5月27日付で最高裁第二小法廷（裁判長・大橋進）が特別抗告を棄却する決定を下したため、第1次再審請求は認められないことが確定した。

### 第2次再審請求
1986年(昭和61年)8月21日、弁護団は第2次再審請求を提起した。しかし1999年7月7日付で東京高裁(第4刑事部）(裁判長・高木俊夫）が請求を棄却する決定を出した。弁護団は異議を申し立てたが、
2002年1月23日付で東京高裁（第5刑事部）(裁判長・高橋省吾）は異議申し立てを棄却する決定を出した。弁護団は同決定を不服として、最高裁へ特別抗告したが、2005年3月16日付で最高裁第一小法廷(裁判長・島田仁郎)が特別抗告を棄却する決定を出した ため、第2次再審請求は認められないことが確定した。

### 第3次再審請求・人権賞
2006年5月23日、石川と弁護団は第3次再審請求を申し立てた。2006年12月、石川は第18回多田謡子反権力人権賞を受賞した。2009年12月、東京高裁が東京高等検察庁(以下、東京高検)に対し証拠を開示するよう勧告した。これを受け2010年5月13日の三者（弁護団、東京高裁、東京高検)協議において検察は36点の新たな証拠を開示した。
2015年1月23日、東京高検は、事件当時の捜査によって得られ、検察庁に保管中の279点の証拠品名の目録を1月22日付で開示した。石川直筆の葉書などが含まれていると見られる。東京高検による事件現場の航空写真112枚の開示を受け、弁護団が調査を始めた。
2025年3月11日、石川が誤嚥性肺炎のため入院先の病院で死去。これを受けて東京高裁（裁判長:家令和典）は18日までに再審請求の審理の打ち切りを決定した。

## 狭山裁判の歴史
| 年         | 月日                            | 事柄 |
| ---------- | ------------------------------- | --- |
| 1963年     | 5月1日                          | 下校途中の女子高生が行方不明になり、自宅に身代金を要求する脅迫状が届く。 |
|            | 5月2日                          | 脅迫状に指定された場所に現金を持参するが、犯人は現金を受け取らず逃走。警察が犯人逮捕に失敗する。 |
|            | 5月3日                          | 捜査本部が発足。この日の朝、養豚場経営者IKの自宅を警官が訪問し、IK宅に出入りしている青年らの住所氏名を訊く。 |
|            | 5月4日                          | 女子高生の遺体が発見される。養豚場経営者IK宅に出入りする人々の筆跡を警察が集め始める。 |
|            | 5月10日                         | このころ石川一雄が養豚場経営者IKから事件当日のアリバイや血液型を尋ねられ、「1日は兄と仕事をしていた。血液型も犯人とは違う」と嘘をつく |
|            | 5月15日                         | 石川一雄が兄から「もしお前だったら、男らしく自首して出ろ!」と詰問され「おれじゃない」と答える。この日、『埼玉新聞』が「きょうにも逮捕か 女高生殺し堀兼の青年A」と報じる。このAとは養豚場経営者IKのことだが、事件当日のアリバイがあった上、血液型もBではなかったので女高生殺しでは逮捕されなかった（ただし6月4日に窃盗容疑で逮捕されている）。 |
|            | 5月21日                         | 捜査線上に浮かび上がった石川一雄、自宅に警官の訪問を受ける。事件当日は朝から夕方まで兄と共に近所で仕事をしていた旨の、虚偽のアリバイを申し立てる自筆の上申書を作成。ただし八木澤高明による2019年のインタビューには「警察が捜査しているなんてまったく気がつかなかった。警察が早朝に来た時もパンツ一丁で寝ていたんですよ。逮捕の容疑も友達の作業着を返さなかった窃盗だったんです。両親にはすぐ帰って来るからって言って家を出たんです。それから32年ですからね」と答えている。 |
|            | 5月23日                         | 石川、恐喝未遂・窃盗・暴行の容疑で逮捕される。虚偽のアリバイ主張を維持し、犯行を否認。同日深夜、石川の兄が共産党市議のもとに駆けつけ、弁護士の紹介を依頼。このとき石川の兄は「もしかしたら、弟はやったかもしれないが…」と語っていた。当時すでに5月1日の事件当日の行動について養豚場経営者や兄や警官からたびたび話を訊かれていたにもかかわらず、石川は後年（2008年5月）のインタビューで逮捕時の心境を「そりゃあ、びっくりしましたよ。ただね、養豚場にいた頃、ものを盗んだりとかしてたから、そういうことでなのかなあ、と」「両親もね、最初は養豚場で何か悪いことしたんじゃないかって、そう思ってたみたいですね」と語っている。 |
|            | 6月4日                          | 養豚場経営者のIKと元従業員のTAが杉材16本（2万3000円相当）の窃盗の容疑で 別件逮捕される（のち両人とも狭山事件については潔白と判断された）。両人は石川の共犯の可能性を疑われたのではなく、石川の追及の突破口として逮捕されたと報じられている。このとき養豚場経営者IKの弟IYも逮捕されたとする資料もある一方、2審第17回公判で原正（1審担当検事）は「IYは逮捕しません」と証言している。当時の新聞報道によるとIYは任意出頭を求められて取り調べを受けただけであるという。 |
|            | 6月12日                         | 石川、警察による取調べで、脅迫状の筆跡と自らの筆跡について「同じだと字の先生が言って居るそうですが、私も字の先生の言う事は信用します」と供述。 |
|            | 6月13日                         | 石川、窃盗・森林窃盗・傷害・暴行・横領の罪で起訴される。 |
|            | 6月17日                         | 石川、保証金5万円で保釈されるも、警察署を出る間もなく、15時20分ごろ強盗強姦・強盗殺人・死体遺棄の容疑で再逮捕される。 |
|            | 6月20日 （石川によると6月23日） | 石川、3人共犯の自白を行う。それにもかかわらず、裁判官の勾留質問では被害者について「知らないから知りません」と陳述。また、6月20日付で留置場の壁板に被害者への詫び文句を爪書きする。 |
|            | 6月21日                         | 被害者のカバンが発見される。 |
|            | 6月23日 （石川によると6月26日） | 石川、単独犯行の自白を行う。 |
|            | 6月27日                         | 石川、被害者の父親に詫び状を書き、自分を極刑にしてくれと要求する。 |
|            | 6月26日                         | 被害者の万年筆が発見される。 |
|            | 7月2日                          | 被害者の腕時計が発見される。 |
|            | 7月9日                          | 石川、強盗強姦・強盗殺人・死体遺棄および恐喝未遂の罪で追起訴される 同日、浦和拘置所に移される。 |
|            | 9月4日                          | 浦和地方裁判所で初公判。単独犯行の自白を維持。同日、浦和地裁により接見禁止が解除される（昭和38年（わ）第274号）。後年（2013年5月1日）、石川一雄は「狭山事件の真相を探る現地集会＆現地調査」にて「私は兄が犯人だと思っていたので自白した。接見禁止が解けて兄と面会したとき、事件当日は確かに夜遅かったが4か所に集金に行っていた。俺は犯人じゃないと言われた」と語っており、「これを機に全面的に否認に転じ、無実を訴え始め」た、と伝えられているが、石川が実際に無罪主張に転じたのは翌1964年9月10日のことである。 |
| 1964年     | 3月7日                          | 石川、知り合いの巡査長の関源三に「私は必ず人を殺して反省をしないようでは神様が黙ってはおりません 又私はどのような「サバ」きを受けようが決して不服はありません」と書き送る。しかし後年（2016年2月27日）になると、石川は「無実を感じ取ったと思われる看守」から「最初に覚えた漢字が自分の名前と『私』『無実』だった」と主張するようになった。 |
|            | 3月11日                         | 浦和地方裁判所、死刑判決（裁判長・内田武文）。 |
|            | 3月12日                         | 石川が控訴を申立てる。 |
|            | 3月26日                         | 石川、知り合いの巡査長の関源三に「テレビやラジオ新聞でご存知のとうり（ママ）私は死刑の判決を受けました それも仕方のないこととあきらめておりますが控訴申立の手続だけはしておきました」と書き送る。 |
|            | 4月20日                         | 石川、浦和地方裁判所の裁判長に「私は狭山の女子高校生殺しの大罪を犯し三月一一日浦和の裁判所で死刑を言い渡された石川一雄でございます」で始まる上申書を出す。 |
|            | 4月30日                         | 石川、浦和拘置所から東京拘置所に移される。石川によると「浦和にいたときの私は字の読み書きは全く出来ませんでした」という。 |
|            | 8月ごろ                         | 石川、初めて荻原佑介に接見。無罪主張に転じるよう教唆を受ける。 |
|            | 9月10日                         | 東京高等裁判所で控訴審第1回公判。石川、突如として犯行否認に転じる。 |
| 1965年     | 6月22日                         | 石川、3人共犯の自白について「関さんに話したのは関さんから言われたのではなく私から話した」と認める手紙を出す。 |
| 1967年ごろ |                                 | 石川によると、このころから「文字の読み書きを拘置所の中で、独力ではじめた」という。 |
| 1970年     | 3月13日                         | 部落解放同盟（委員長・朝田善之助＝当時）が狭山裁判を「差別裁判」と規定する。 |
| 1974年     | 10月31日                        | 東京高等裁判所、原判決を破棄（自判）して無期懲役判決（裁判長・寺尾正二）。 |
| 1975年     | 2月                             | 石川が自由法曹団の中田直人弁護士たちを解任する。これにより、国民救援会が狭山裁判から撤退。その理由は、国民救援会によると、「「部落解放同盟」が狭山事件を「差別裁判」と規定し、これを承認しない人々を「差別者」だとして糾弾の対象にするにいたり、支援運動は大きな混乱におちいった」ことであるという。 |
|            | 5月                             | 部落解放同盟第30回大会にて、石川による中田弁護士たちへの悪罵の声明が読み上げられる。 |
| 1977年     | 8月9日                          | 最高裁判所（第二小法廷）、上告棄却決定（裁判長・吉田豊）。 |
|            | 8月16日                         | 最高裁判所、異議申し立て却下（15日付）。原判決の無期懲役が確定。 |
|            | 8月30日                         | 東京高等裁判所に第一次再審請求の申し立てがおこなわれる。 |
|            | 9月8日                          | 石川、東京拘置所から千葉刑務所に下獄。後年（2016年2月27日）石川は「読み書きができなかったけど、刑務所で文字を覚えた」旨の発言をしている。 |
| 1980年     | 2月7日                          | 東京高等裁判所、第1次再審請求棄却（裁判長・四ッ谷巌）。 |
| 1981年     | 3月25日                         | 東京高等裁判所、異議申し立て棄却。 |
| 1985年     | 5月28日                         | 最高裁判所（第2小法廷）、第1次再審請求の特別抗告を棄却（裁判長・大橋進）。 |
| 1986年     | 8月21日                         | 東京高等裁判所に第2次再審請求の申し立てがおこなわれる。 |
| 1994年     | 12月21日                        | 石川、千葉刑務所から仮出獄。 |
| 1999年     | 7月7日                          | 東京高等裁判所（第4刑事部）、第2次再審請求棄却（裁判長・高木俊夫）。 |
| 2002年     | 1月23日                         | 東京高等裁判所（第5刑事部）、異議申し立て棄却（裁判長・高橋省吾）。 |
| 2005年     | 3月16日                         | 最高裁判所（第1小法廷）、第2次再審請求を棄却（裁判長・島田仁郎）。 |
| 2006年     | 5月23日                         | 東京高等裁判所（第4刑事部）に第3次再審請求の申し立てがおこなわれる。（裁判長・仙波厚→大野市太郎→門野博→岡田雄一→小川正持→河合健司→植村稔→後藤眞理子→大野勝則→家令和典） |
| 2025年     | 3月17日                         | 石川一雄の病死に伴い、第3次再審請求の審理を東京高等裁判所が打ち切る。 |
|            | 4月4日                          | 石川一雄の未亡人の石川早智子により東京高等裁判所に第4次再審請求の申し立てがおこなわれる。 |

### 歴代の主任弁護人
1. 中田直人[194]
2. 青木英五郎[195]
3. 山上益朗[195]
4. 中山武敏

## 石川の識字能力をめぐって
文字を覚えた時期について、当人は以下のように発言している。
- 千葉刑務所で文字を覚えた[22][196]。8年に及ぶ勉強で、文字を獲得した[22]。なお、文字を学んだ期間について、別の場では「12年間」とも発言している[197]。（石川が千葉刑務所に収監されたのは1977年9月8日）
- 「浦和にいたときの私は字の読み書きは全く出来ませんでした」[120]（石川が浦和拘置所に収容されていたのは1963年7月9日から1964年4月30日まで）
- 「昭和42年（1967年）ごろから、私は文字の読み書きを拘置所（東京拘置所）の中で、独力ではじめたのです。控訴審になってから、外部の人に無罪を訴えるためには、もはや自分自身の手に頼るしかないと思い、猛勉強をしたのです。そのころには、外部から手紙をもらうようになりました。当初は読めないから担当の看守に読んでもらったのですが、もちろん返事は書けません」[125]（石川が東京拘置所に収容されていたのは1964年4月30日から1977年9月8日まで。控訴審が始まったのは1964年9月10日）
- 逮捕された当時ほとんど漢字を書けなかったが、看守からこっそり漢字を教わった[22]。最初に覚えた漢字は自分の名前と「私」「無実」だった[22]。（石川が無実を主張していたのは1963年5月23日の逮捕から1963年6月20日あるいは1963年6月23日まで。ただしこの間、石川には接見禁止がついており手紙のやり取りも禁じられていた[198]。1963年6月20日あるいは1963年6月23日から犯行の自供に転じ、一審の死刑判決を挟み、1964年9月10日まで自供を維持。1964年9月10日から再び無実の主張に転じ、これを維持したまま今日に至る）
- 石川は、逮捕当時は文盲あるいはそれに近い状態だったと支援者から言われている[199][200][201]。たとえば本田豊は「石川氏は字というものをまったく書けなかったらしい」と述べている[202]。警察は筆跡鑑定のため脅迫状を書き写させているが、7月時点では「子供」を「子ども」と書くなど正確に写すことができず、「雄」が書けないため署名は「一夫」としている[203]。ただし裁判では文盲と認定されておらず[118]、逮捕後に書かれた日記は後に『石川一雄獄中日記』として刊行された。その後、石川は東京拘置所の看守の助けで必死で文字を学んだと称し[120]、精力的に支援者への手紙や、短歌をしたためるようになった。1975年、第1回部落解放文学賞「短歌」部門で特別賞を受賞している[204]。

このように当人の発言はさまざまに推移しており、石川がいつ文字を覚えたのかは定かでない。逮捕前、歌好きの石川の手帳に漢字入りの流行歌の歌詞が書きつけられていたとの情報もある。なお自らの氏名については、少なくとも1963年9月6日付の関源三宛の手紙で既に正しく漢字で書きこなしていることが確認できる。
大野による鑑定では脅迫状の句読点の使い方が正確であることも指摘しており、このような文章を書くにはかなり正確な文章技能が必要とされる。「りぼん」は台詞に句点を付けない編集方針であるが、脅迫状では正確に使われているため、これをどこで学習したかという点は判決で触れられていない。石川の直筆文では句点は誤った位置に１つだけ付けられている。また脅迫状では「近所」を「気んじょ」と表記しているため、脅迫状を書いた人物は「拗音の仮名は小さく書く」という当時はまだ完全に定着していなかった新しい表記法の知識を有しているが、これは刑務所で文字を覚えたとする石川の能力を超えていると指摘されている。逮捕後に石川が直筆した文章は拗音を大きく書いている。

## 支援活動

### 日本共産党と部落解放同盟
事件発生当時、石川の兄から相談を受けた遠藤欣一（狭山市議、日本共産党）は日本共産党系列の自由法曹団の弁護士（東京合同法律事務所の中田直人と橋本紀徳（としのり）。のち同事務所の石田享（すすむ）が参加）を紹介。中田直人が主任弁護人に就任
。日本国民救援会など、日本共産党の影響下にある団体が自費で支援していた。1963年に第1回部落問題研究者集会で中西義雄が狭山事件に触れたこともあるが、一審当時の石川は罪を自供していたため、部落解放同盟中央本部からは支援を受けられなかった（ただし中央本部とは別個に埼玉県連や群馬県連などが石川の家族を励ますとともに、埼玉県警捜査本部に抗議を申し立てたことはある）。1964年9月から控訴審が始まり、石川が無罪主張に転じた時、中田直人らは部落解放同盟中央本部を訪れ、支援を要請したが顧みられなかった。
1965年5月29日、東京高裁第2回現場検証に野本武一や清水喜久一ら埼玉や東京の部落解放同盟代表が参加。1965年10月5日、部落解放同盟第20回全国大会で、石川の無実を前提とする公正裁判要求の決議が出る。
1968年10月6日、部落解放同盟は「狭山事件第1回現地調査」を行なったことを公表。1969年3月3日と3月4日、部落解放同盟は第24回全国大会で狭山事件支援の特別決議を採択し、「差別裁判」を盛んに主張するようになった。1969年7月10日、部落解放同盟が中央本部に石川青年救援対策本部を設置し、パンフレット「狭山事件の真相」を発行。これを受け、1969年11月、被差別部落出身の学生運動家の沢山保太郎らが「狭山差別裁判糾弾」を掲げ「浦和地裁占拠闘争」を開始。1970年3月13日、部落解放同盟第25回全国大会で「狭山差別裁判糾弾」の方針を決定。1970年5月18日、部落解放同盟が部落解放国民大行動に取り組み、狭山差別裁判反対を訴えて、6月17日まで日本全国を行進。1972年1月26日、部落解放同盟と協力関係にある日本社会党が第35回大会で狭山闘争支援を決議。

このように、石川支援の軸足が日本共産党から日本社会党へ移るにつれ、一審における石川の弁護人の中田直人らは部落解放同盟から「差別弁護士」「日共系弁護士」という攻撃を受けるようになり、1973年には石川自身からも「日共系弁護士」と公然と非難され、1974年4月には、中核派機関誌『武装』誌上で石川から「三月公判に於ける弁護士の不誠意・斗魂のなさといいましょうか、勉強不足には耳をふさぎ目をそむけたくなる」と非難を受け、1974年10月の二審終了後、1975年2月には石川から解任され、
と辞任声明を発表するに至る。なお、中田らの辞任に先立つ1970年には既に朝田善之助（部落解放同盟委員長＝当時）の依頼で山上益朗が狭山弁護団に加わっていた。

石川が中田直人らに不信感を抱くに至った事情について、石川の兄は
と語っている。
なお、石川を積極的に支援してきた部落解放同盟では、石川の実兄を埼玉県連合会の狭山支部長に迎えている。

### 日本共産党と新左翼セクト間の対立
新左翼セクトの多くは、狭山闘争を沖縄闘争や三里塚闘争と並ぶ重要な闘争と位置づけた。とりわけ解放同盟は狭山闘争を重視し、行進や署名運動などを盛んにおこなった。そして、いわゆる「解放教育」でも、狭山事件を差別裁判であるとする内容が盛り込むようになっていった。解放子ども会や一部の学校などでは「差別裁判うち砕こう」の歌 の授業や、「狭山同盟休校」（授業ボイコット）などが盛んに行なわれた。こういった形態での「狭山闘争」を、日本共産党などは「狭山妄動」として激しく非難した。全解連の機関紙「解放の道」によると、1970年7月、朝田善之助は水上温泉における部落解放全国青年集会（全青）で「証拠調べなぞいらん、差別性を明らかにしてやればよい」 と放言したこともあったという。

その後、日本共産党は『赤旗』1975年1月11日付に論文「「一般刑事事件」民主的運動」を掲載し、
と発言。後に『赤旗』1977年12月2日号と3日号で、日本共産党中央部落対策委員会の田井中一郎名義で見解を発表し、「解放同盟が支援活動を混乱させてしまった」と強く非難した。さらに、田井中は
と主張し、狭山裁判の背景に差別があったことを疑った。また、「解同」が中核派、社青同解放派などのトロツキストと野合していると批判した。さらに、石川自身も解放同盟に与し、共産党を非難したとして、共産党系団体は支援活動から離れ、一審以来の弁護士も弁護団から離脱した。
解放同盟らによる、狭山事件が「差別裁判」であるとする主張を受け、新左翼が支援に乗り出し、中核派などが解放同盟との結託を盛んに強めてゆく。このため、狭山闘争の集会では、「日共差別者糾弾」「反革命カクマル殲滅」といったアジテーションも盛んに行なわれてゆくようになった。このような流れの中で、社青同解放派による東京高裁長官室乱入事件や東京高裁判事襲撃事件が起きている。「寺尾と刺し違える覚悟」で法廷闘争に臨んだにもかかわらず有罪判決を宣告された石川は「そんなことは聞きたくない!」と激怒。1976年9月17日、反帝学評が「革命的鉄槌」と称して寺尾判事を襲撃すると、石川は「だれが私の無念を払って下さったんだろうかと思いつつ、感謝感激でありました」との感謝状を反帝学評に送り、テロ行為を賛美した。部落解放同盟はこの襲撃事件に対して全く無関係である旨を表明したが、「直接の関係がなくても、かれらと『連合』してきたのは否定できない」と指摘された。石川はこのほかにも獄中から中核派などの狭山集会にメッセージを寄せており、「『解同』朝田派とトロツキスト暴力集団を核にして、反社会的な方向へ転回していっている」と批判された。
1974年9月13日、部落解放同盟は東京都知事（当時）の美濃部亮吉たちと会い、その席上で上杉佐一郎は「新左翼の学生については、好んでむかえているわけではないが、すべてに力を結集することが大切だから（狭山闘争に）参加させている」と発言した。しかしその一方で部落解放同盟は、狭山闘争における中核派や社青同解放派との結託を、1974年7月の中央委員会で「数千の戦闘的労働者、学生、市民との共同闘争の飛躍的前進」と讃えていた。

このような新左翼と部落解放同盟との結託は、部落解放同盟と日本共産党との対立を激化させる原因のひとつとなった。新左翼陣営の内部でも中核派・ブント系・社青同解放派・民学同の間で主導権争いがおこなわれていた。ただし革マルは石川を｢真犯人に酷似している石川」 と呼び、石川冤罪説に対して距離をおく立場をとった。また、ソ連派として日本共産党を除名された日本の声が部落解放同盟の中枢に深く食い込み、狭山闘争の取り組みに大きな影響を与えた。

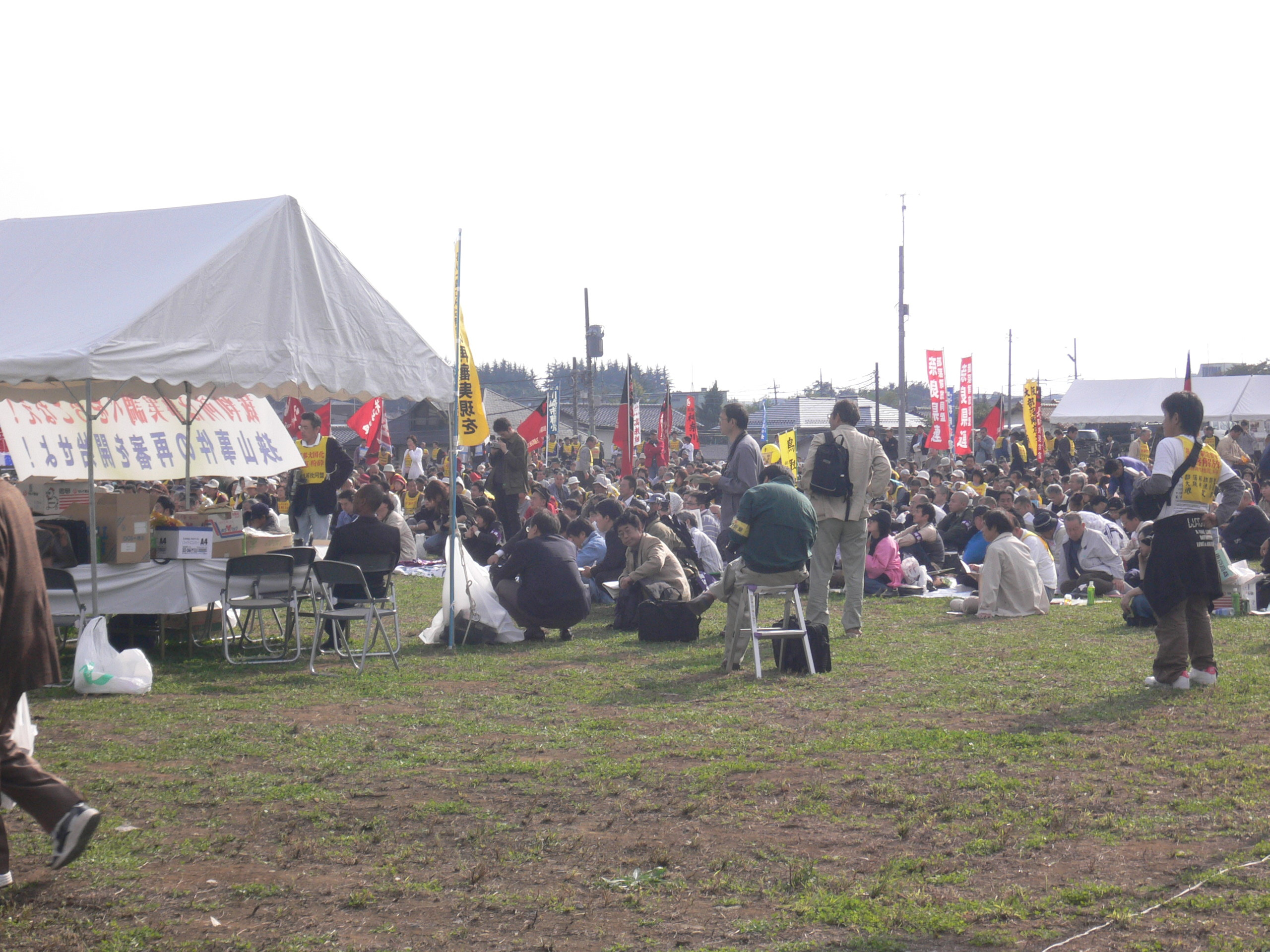
2005年10月30日に埼玉県狭山市で開かれた狭山事件再審請求集会の様子

一方、日本共産党と連帯関係にある全国部落解放運動連合会（全解連）は、狭山裁判は差別裁判ではないとの立場をとった。同時に、いわゆる「解放教育」について、部落解放同盟などが推し進めている同盟休校は教育権の蹂躙であり、また保育園児にまで「石川兄ちゃんかえせ」「日共粉砕」などと叫ばせているとして、解放同盟を激しく非難した。部落解放同盟による「狭山同盟休校」は1976年から始まり、同年5月22日には日本全国19都府県連で1500校10万人の児童生徒が休校に参加した。この「狭山同盟休校」は1984年まで続いた後、「狭山集団登校」「狭山ゼッケン登校」として存続した。また、中核派系の部落解放同盟全国連合会（全国連）でも小中学生の「狭山集団登校」をおこなっている。

大阪市内の「同和教育推進」小学校では、狭山事件の教材化が行われ、小学1年生の書き取り練習に解放歌「狭山差別裁判うちくだこう」の歌詞を書き写させる授業がなされた。また、学習の到達目標として、小学校1年生には「石川氏の無実の理由を2つ以上いえる」、2年生には「石川氏の無実の理由を3つ以上いえる」などの基準が掲げられた。このような取り組みは
と批判を受けた。
全解連の中西義雄は1976年発表の論文「部落解放の到達点と展望」 で以下の見解を述べている。「狭山事件の犯人を石川被告ときめつけるには、法律には素人であるわたしたちにさえ、断定的な証拠をつかむことはできない。かといって、石川被告が完全に無実であるとする明白なアリバイは、一審いらい、石川被告の無実をあきらかにするために献身してきた弁護士によっても、つきとめることができなかったからだ。わたしたちは、今日でも、最高裁が事件の真実を公正な裁判をつうじてあきらかにしなければならない。たとえ、あきらかにならなかったとしても、犯人であるか、どうか、疑わしいばあいは罰するべきでない、という立場にたっている」
中西義雄によると、全解連が狭山裁判から手を引いた理由は以下の3つであるという。
1. 石川がわれわれと同じ被差別部落民であるからといって、石川を無実と断定することはできず、無責任に冤罪論を展開するわけにはいかないこと[229]。
2. 狭山裁判は差別裁判でも権力犯罪でもなく一般刑事裁判であり、したがって、被害者の遺族のことも考えず「権力」対「犠牲者」といった図式で捉えるのは軽率すぎること[229]。
3. 石川やその家族が部落解放同盟や新左翼のテロリストに接近し、その妄動に加担していること[229]。

全解連の後身である全国人権連は、「献身的な弁護士らが「石川は犯人ではない」と主張しましたが、石川本人が「自白」を維持したことから一審は敗訴。弁護士解任は、「解同」などが狭山事件を「差別裁判」と規定し「日共系排除」という反共主義をまるだしに大衆的裁判闘争に障がいを持ち込んだことにあります。（中略）74年には石川自身も、反共・部落排外主義の「解同」の立場にくみし、一審以来献身的に尽力してきた中田直人主任弁護人ら7名を一方的に非難・誹謗するに至ったため、75年2月、中田弁護人らはこの裁判闘争から手をひかざるをえなくなったものです。」との見解を示し、石川が当初は起訴事実を認めていたこと、および石川が「反共の「解同」に与した」ことを非難している。また、人権連の事務局長で茨城県人権連書記長の新井直樹は日本国民救援会の見解に立ち、ブログの中で狭山事件を「えん罪事件」と呼んでいるが、人権連としては狭山事件について見解をまとめたことはない。
1978年には、奈良県生駒郡の平群町立平群中学校で、「狭山裁判再審闘争」に生徒たちを動員しようとする部落解放同盟の要求をPTA会長と学校側が拒否。これを部落解放同盟が「差別事件」として生徒を「同盟休校」させ、同校の同和教育推進教員を解任させる事態に発展した（平群中学校事件）。

### 部落解放同盟内部での対立
狭山闘争の進め方をめぐり、新左翼と手を結ぶことを認めるか、拒否するかという点で対立があった。前者を代表するのが朝田善之助（部落解放同盟委員長＝当時）、後者を代表するのが西岡智（狭山中央闘争本部事務局長＝当時）であった。この対立の結果、西岡は事務局長を解任された。当時、朝田は「ああいう浦和地裁を占拠して火炎瓶を投げたり、とくに高校生を連れて行ってやるのは、まちがっている。しかし、若者にああいう過激な行動をやらしているのはわれわれだ。われわれがもっと先頭に立ってやらんから、若い連中がはねあがるんだ」と発言していたという。
また、狭山同盟休校についても部落解放同盟側に立つ運動家の中で異論があった。1970年に師岡佑行らと「狭山差別裁判糾弾闘争に連帯する会」を組織した岐阜大学の藤田敬一は、「どうして子どもを闘わすのですか。もっと大人がやるべきことがあるじゃないですか。しかもこの闘争は行政闘争とは違って具体的な物的成果がない。成果としてあげられるのは、精神的思想的なものでしかない」と主張したが、「部落民でない君に何がわかるか！」と決めつけられ、狭山闘争から撤退した。その後、藤田は『同和はこわい考』（阿吽社、1987年）を書いて部落解放同盟の部落排外主義を批判したが、部落解放同盟中央本部からは1987年6月の第44回全国大会で名指しの非難を受け、「差別思想の持ち主」と指弾された。

### 狭山事件の再審を求める市民の会
「狭山事件の再審を求める市民の会」（代表 庭山英雄）は2010年5月11日、東京高裁第4刑事部（裁判長 岡田雄一）に「狭山事件の公正な裁判、事実調べ・再審開始を求める要請文」を手交した。

## 狭山事件を題材、モデルとした作品
映画
- おれは殺していない（1971年）
- 狭山の黒い雨（1973年、監督：須藤久）[238] - 部落解放同盟が製作した映画。なお、須藤監督は1971年に映画『歴史よお前は誰のために』における「穢多」の語の多用のために部落解放同盟から糾弾された経緯があり、その反省の証として監督させられたのが本作品『狭山の黒い雨』であった[239]。1973年には、淀川長治がサンケイ新聞のインタビューでの発言が問題視されて部落解放同盟から糾弾された際、本作品を部落問題の観点から批評することを約束させられている[239]。
- 狭山事件（1974年?、監督：後藤俊夫） - 国民救援会系の団体「石川一雄さんを守る会全国連絡会」が製作した映画[240]。1974年9月7日には、東大部落研がこの作品を「差別映画」であると主張し、他府県の外人部隊を導入して上映を阻止しようとした[241]。1974年10月21日、兵庫県立和田山商業高等学校の教師が同和教育の一環として同校の3年生を対象に校内で本作品の上映会を開こうとしたところ、これを「差別映画」と見なす解放研の生徒やM（八鹿高校事件主犯）ら部落解放同盟青年部員の集団による妨害を受け、上映中止に追い込まれた[242]。
- 造花の判決（1976年、監督：梅津明治郎）[243] - 部落解放同盟が製作した映画。盛んに上映運動が行なわれたが、強姦の描写があることが問題視された。
- 狭山裁判（1976年、監督：阿部俊三）[244]
- フィルム・レポート 狭山事件 真犯人は誰か（1976年）[245]
- 石川君は無実だ（1976年）
- フィルムレポート第二集 差別と権力犯罪 これでも石川さんが犯人か（1977年、監督：瀬戸要、福田元彦、小島茂）[246]
- 狭山・勝利への道（1978年)
- 無罪─石川さんは脅迫状を書いていない（1980年、監督：梅津明治郎）[247]
- 狭山事件 18年目の新証言―悲鳴・人影はなかった―（1982年、監督：松良星二）[248]
- 狭山事件 石川一雄・獄中27年（1991年、監督：小池征人）[249]
- SAYAMA みえない手錠をはずすまで（2013年、監督：金聖雄）

演劇
- 戯曲・狭山差別裁判（戸高恒彦）
- 闇に漂う顔（土方鉄）

ビデオ
- 『わたしは無実!』（部落解放同盟全国連合会）[250]

歌曲
- 『差別裁判うち砕こう』[251]
- 『水平賛歌』 - 部落解放同盟の支部員が作った歌。水平社宣言の文言と「かえせ石川君」のスローガンとが盛り込まれている。

その他、宮崎駿によるアニメーション映画『となりのトトロ』について「狭山事件をモデルにしており、トトロは死神の象徴。サツキやメイは実は死んでいる」との都市伝説もあるが、スタジオジブリは公式にこの説を否定している。

## その他

### 狭山裁判関連（テロ・ゲリラ事件）の歴史
- 1969年11月14日、中核派が「狭山差別裁判糾弾」と称して浦和地裁を占拠。地裁に火炎瓶を投げ込む。
- 1974年夏、東京都新宿区市谷富久町の、寺尾正二判事が住む法務省官舎に空気銃が撃ち込まれる[254]。
- 1974年10月27日22時ごろ、東京都新宿区市谷富久町の、寺尾正二判事が住む法務省官舎東側の塀に爆竹が仕掛けられる。寺尾への嫌がらせと見られた[254]。
- 1974年10月29日、石川一雄有罪に抗議して社青同解放派が東京高裁長官室乱入事件を起こす。
- 1976年9月17日、石川一雄有罪に抗議して社青同解放派が東京高裁判事襲撃事件を起こす。同年9月26日、社青同解放派が集会の席上「革命的人民により、反革命裁判官寺尾に報復の鉄槌が下った」と声明を発表。
- 1977年8月23日、中核派が狭山事件担当の最高裁調査官新矢悦二の松戸市の自宅に時限式爆燃物を仕掛け、杉並駐在所ならびに狭山市・西宮市・広島市の派出所に放火。
- 1977年9月、石川一雄在監中の東京拘置所へ無人の火炎自動車が突入。
- 1979年10月30日、革労協が10.31狭山集会の前段闘争として検察庁合同庁舎へ火炎放射器でゲリラ攻撃をおこなう。
- 1990年10月、判事として狭山事件一審を担当した内田武文弁護士の厚木市の自宅が放火され、雨戸などが焼かれる。
- 1994年3月4日、東京高裁判事として狭山裁判第2次再審請求の審理に関わった近藤和義の自宅に革労協狭間派が金属弾を撃ち込む。革労協狭間派の機関紙『解放』（1994年3月15日付）が「第二次再審棄却を策謀せんとすることに対しての革命的鉄槌」との犯行声明を発表。

### 狭山事件に関連する糾弾事件

#### 新潟日報糾弾事件
1973年11月、新潟日報社内の過激派系の社員が「狭山事件の当初報道が、警察情報により、石川青年を真犯人としていたのは許せない」と編集局長たちを数回にわたり糾弾した。1964年、狭山裁判の一審当時に新潟日報が共同通信の配信記事を使ったのが突如約10年もさかのぼり問題にされたものである。
過激派社員は「狭山事件の当初の報道が部落差別的でないというのなら、それを検討する場をつくれ。解放同盟の声を聞く機会をつくれ」と要求し、社内紛争に発展。1974年3月には19人の社員が譴責などの処分を受け、1974年6月には暴力事件で社側が告訴する事態に発展した。
1974年5月16日、新潟日報上越支社で、狭山裁判の支援署名を取りに来た社員に対し、支社長が署名を保留しつつ「あの人たちの中に日本人以外の人が含まれているのか」と質問すると、「あの人たちは日本人か」という意味に取られ、部落解放同盟上越支部から糾弾を受けた。
これを受け、6月28日、新潟日報社は編集局長名で「弁解書」を部落解放同盟上越支部に送付し、次のことを約束した。
1. 貴同盟ならびに貴支部が、県内で行う行事その他を取材し、紙面に載せることを強化する[255]。
2. このため、特に上越支社報道部には貴同盟の担当者を設けるが、県単位の組織ができたときは本社報道部にも同様の記者を置く[255]。
3. 文化欄や解説欄などで、部落差別に関する評論や座談会、研修会などを積極的に取り上げていく[255]。

もともと新潟日報では、1970年6月、県教育界の堕落を批判した記事における「常識通じゃない特殊部落」との表現が部落解放同盟新潟県連から問題視され、糾弾に発展し、反省文の発表と社内研修会を経て、「部落」の語を「地区」と言い換えることが検討された経緯があった。
1974年10月、部落解放同盟主催の部落解放研究全国集会にて、「新潟日報社における、マスコミ労働者が、かつての狭山報道を中心に、内部から、マスコミのあり方をただしている闘争は注目に値する」と過激派社員が高く評価された。ただし過激派社員は停職処分と告訴を受け、4人が逮捕されている。

#### 読売新聞糾弾事件
1974年2月8日、読売新聞が西部本社版の紙面で東京高裁における狭山裁判の審理再開をとりあげた際、検察側の意見陳述を報道したところ、部落解放同盟の中間・遠賀地区協から抗議を受けた。

この記事は、検察側の意見陳述として
と、事実を客観的に報じたものだったが、部落解放同盟の中間・遠賀地区協は
と糾弾した。要は、狭山事件の報道にあたっては常に部落解放同盟の主張に沿った解説を付けよとの要求であった。

中間・遠賀地区協は2月9日に電話で抗議するとともに、社側を事情聴取し、さらに遠賀町当局に「読売西部本社糾弾要綱」なる文書を4000部印刷させて闘争を開始した。この糾弾要綱は
との内容であった。
6月8日には北九州市職員の同席のもとに糾弾会が開かれ、5時間にわたり吊るし上げがおこなわれ、自己批判、研修、協議制度など5項目の要求がつきつけられた。しかし思想改造や事前検閲制を要求する部落解放同盟に対し、読売新聞社西部本社は同意を拒否し、編集の自主性を主張した。
この事件につき、小倉タイムスの瀬川負太郎は「これではまったく戦前、新聞社を襲撃した右翼の論理と変らないではないか。またこの通りにことが運べば憲法が保障した思想・信条の自由、言論・出版の自由、結社の自由は有名無実になってしまう」 と部落解放同盟を批判している。

### 関係者の相次ぐ変死
1963年から1977年にかけ、6人の狭山事件関係者が変死している。
- 1963年5月6日 - 被害者宅の元使用人[注釈 41] が農薬を飲んで井戸に飛び込み自殺[259]。
- 1963年5月11日 - 不審な3人組の目撃情報を警察に通報した者が包丁で自分の胸を刺して自殺[259][260][261]。なお、この通報者は石川一雄の競輪仲間であった[56]。「つまりは、彼は石川氏に容疑が向けられ始めた直後に警察に現れたため、おそらくは『捜査かく乱を狙う人物』と疑われたのである」と伊吹隼人は推測している[262]。
- 1964年7月14日 - 被害者の姉[注釈 42] が農薬を飲んで自殺。
- 1966年10月24日 - 石川がかつて勤務していた養豚場の経営者の長兄[注釈 43] が西武新宿線入曽駅 - 入間川駅間の踏切[注釈 44] で電車にひかれ自殺。
- 1977年10月4日 - 被害者の次兄が首を吊って自殺[263]。
- 1977年12月21日 - 佐木隆三『ドキュメント狭山事件』の取材協力者として事件を追っていたルポライター集団「文珠社」のひとり片桐軍三[264] が暴行死ともみられる変死を遂げる[265]。

さらに
- 1963年5月 - 石川一雄宅と同番地に住む青年O（警察は彼と石川との共犯を疑っていた）が行方不明になったこと[266]。
- 1964年3月18日[266] - 身代金受け渡しの際に被害者の姉の脇で犯人の声を聞いていた教育振興会会長が石川の死刑判決の直後に脳出血で急死したこと[267]。
- 1967年2月14日 - 証拠品の腕時計の発見者である男性が控訴審の途中で死亡したこと（享年83）[266]。
- 1968年1月28日[266] - 主任検事の原正が浦和市の自宅にて脳出血で急死したこと[267]。
- 1970年12月25日 - ハンガーストライキ4日目（1963年6月22日）の石川を診察したことのある川越署嘱託医が行方不明となった後、タイの港に停泊中の船内で死亡しているのが発見されたこと[268]。
- I養豚場時代の石川一雄の同僚で、石川と前後して別件逮捕され（1963年6月3日）、共犯容疑を追及され、1966年7月に証人として公判に出廷した被差別部落出身の青年TA（逮捕当時23歳）が行方不明になったとされること[266]。

を加算し、変死者を12人と数える場合もある。ただし、青年TAについては身元を隠して千葉県に移住したことが確認されている。
但し、上記の一連の変死と狭山事件との関係は何ら証明されておらず、憶測の域を出ない。特に1963年5月11日の目撃通報者の自殺について亀井トムは「自殺を偽装した謀略殺人」との説を唱えた。、この説について半沢英一は「この亀井トムさんの説は、根拠とする事実の認定からして間違っていました。例えば、T・Nさんの自殺当日に取られたT・Nさんの奥さんの供述調書によれば、T・Nさんは奥さんの眼前で、たしかに包丁で心臓をついて自殺しており、他殺でなかったことは確実です」 と批判している。
亀井トムは被害者の日記における「夜もおこづかいのことで兄と言い合い涙をこぼしてそのままふとんにもぐった。ふとんの中でもくやしいくやしい」（1963年4月27日）との記述を根拠として、財産分与をめぐる身内の犯行との説を唱え、部落解放同盟 や殿岡駿星もこの説を踏襲した。亀井によると、被害者の父は「農家の子は男も女も中卒で充分。もし高校に行きたければ自分で働いて行け」との持論の持ち主で、長兄も次兄も夜間高校出身だったが、被害者は兄弟姉妹の中でただ1人昼間の高校に行った、高校に行けば知的になる、そうすれば財産の6分の1はもらいますよと主張するようになる、これは長兄にしてみると非常に困ることだった、という。一方、伊吹隼人は財産分与をめぐる身内の犯行との説を「なぜ高校に入学したばかりの少女を真っ先に殺害しなければならないのかの説明がつかない」と批判している。
その後、上告審の段階から部落解放同盟は真犯人探しの推理を避けるようになった。狭山事件最新弁護団の依頼で石川冤罪論の立場から筆跡鑑定をおこなった半沢英一は、家族真犯人説を示唆する小説を書きつつ、「『狭山事件の真犯人』について私は、当時の警察の捜査が、思いこみによって非常に偏っていたことから、本質的な情報が収集されなかった可能性が高く、今となっては推定不可能だと考えています」と述べている。

### 狭山闘争に関係する公金の不正支出事件
1975年5月27日には兵庫県養父郡八鹿町（現・養父市）で、1976年1月12日には兵庫県朝来郡朝来町（現・朝来市）で、1976年3月13日には同養父町（現・養父市）で、それぞれ住民有志が当時の町長を相手に神戸地裁で民事訴訟を提起している。請求の内容は、各町が部落解放同盟に交付した狭山闘争・朝来闘争・八鹿闘争などの糾弾闘争費などは公金の不正支出にあたるから返還を求めるというもので、1987年5月28日に3人の前町長たちが敗訴し、不正支出六百数十万円から千数百万円の返還を命じられた。裁判所は狭山闘争に関係する公金の支出について「普通地方公共団体の事務の範囲を越えた司法に対する越権であり、憲法秩序に反し公益を害するものとして違法」と指摘した。

これに対し原告は、
と評価した。
狭山闘争費の内訳はバス借り上げ料、集会設備費、弁当代、公判の支部動員日当などであり、その金額は八鹿町関係で295万3487円、養父町関係で657万1000円に上った。

### 情況証拠のみで死刑判決が出た類例事件
いずれも死刑執行には至っていない。
- 川崎老人ホーム連続殺人事件
- 京都・大阪連続強盗殺人事件（警察庁広域重要指定115号事件）
- 首都圏連続不審死事件
- 鳥取連続不審死事件
- 波崎事件
- 別府3億円保険金殺人事件
- 北海道庁爆破事件
- 和歌山毒物カレー事件

### 当事件の犯行に関連する諸説
- 石川一雄 - 「第1番目に自殺した人（被害者宅の元使用人 - 引用者註）が犯人じゃないかと、私は今でも思っています」[165] と2014年2月22日に発言している。しかし、被害者宅の元使用人は石川の逮捕前に死亡しているにもかかわらず、「Yさん（被害者）には、申し訳ないことをした。自分があともうすこしがんばっていれば、犯人はつかまったはずだ」とも語っている[282]。
- 伊吹隼人 - 被害者の家に怨恨を持つ何者かを主犯として想定[283]。この主犯の指示で養豚場の1名ないし2～3名[284]の従業員（ただし石川一雄以外）が極めて計画的に誘拐・強姦殺人を行った可能性が高い、との説を唱えている[284][285]。また、被害者宅の元使用人も協力（場所貸しなど）したほか[286]、被害者の中学時代の男友達もおびき出しに手を貸したものと推測している[287]。関係者たちへの取材を通じて「N家[注釈 45]は家族関係が複雑で、Yさん[注釈 46]は親が違っていた。そのことが事件の遠因になっている」「N家は事件直前に某政党員Tを"村八分"にしており、相当な恨みを買っていた」「その政党員はI養豚場ともつながっている人物だった」「警察が捜査を始めた際には、その党に属する刑事が盛んに捜査を妨害していた」とも伝えている[262]。
- 甲斐仁志 - 被害者と肉体関係があった中年男による、不倫の清算を目的とした単独犯行との説を提唱[288]。その中年男は、被害者の中学時代の教師か長兄の詩の仲間であろうと考える[289]。甲斐説の欠点として、被害者には男性との交際の形跡はなかったこと、事件当時は中学時代の同級生に片思いしていたこと、高校進学直後に結婚を考えるはずがないこと、被害者の実家では家族内の結婚順序が既に決められていたことが指摘されている[290]。
- 亀井トム（亀井兎夢） - 財産争いを理由に、被害者の長兄が養豚場経営者の兄弟を雇って妹を殺害せしめたとの説を提唱[291]。被害者宅の元使用人も共犯であったと推測[291]。かつて部落解放同盟がこの説を一部変更して提唱していた。脅迫状については、犯人たちがアーサー・コナン・ドイルの『ライゲートの大地主』をヒントにして「まず脅迫文の下書きを主犯がつくり、それを共犯者にうつさせ、その共犯の筆跡を練習して露骨な不統一をなくすようにしてから、こんどは主犯が自分の書く部分を先に書き、共犯の書きこむ部分をあけておき、あとから共犯にそこに書きこましたもの」[292] と推測している。このほか、「本当の身代金受け渡しは1963年5月1日に被害者宅の門前でおこなわれたが、結果として犯人を取り逃してしまった。警察はその失態をごまかすため、脅迫状の文言を一部改竄して5月2日の佐野屋前における身代金受け渡し劇を演出し、被害者の死に対して警察が責任をとらないで済むよう仕向けた上で、無実の石川一雄をスケープゴートに選んで冤罪に陥れた」などとも主張[293]。『狭山事件への告発状』（三一書房、1978年）の中で、被害者の長兄と上田明（埼玉県警本部長）と中勲（埼玉県警本部刑事部長・捜査一課課長）の3人を証拠隠滅・偽証・同教唆・公務員職権濫用・特別公務員職権濫用・同幇助・殺人未遂・同幇助の容疑で刑事告発[294]。もともと被害者の長兄は狭山事件に関連してたびたび迷惑電話を受けていたが[295]、亀井に公然と真犯人扱いされて以降は狭山事件研究者からの取材を一切拒むようになった[296]。亀井説の欠点として、事件当時まだ父親が健在だったのに高校進学直後の少女がなぜ殺されなければならなかったか説明できないこと、被害者の自宅一帯は市街化調整区域のため土地の切り売りは不可能であること、地元では長子の一括相続が半ば常識となっていたことが指摘されている[290]。
- 礫川全次 - 被害者宅に関わる者が真犯人とする説。この説によると、真犯人は被害者宅の元使用人の弱みにつけ込み、架空の誘拐計画に使用するかのように偽って脅迫状を作らせたという。被害者宅の元使用人は、みずからがそれと知らぬまま殺人事件に加担させられたことへの絶望から自殺したのではないか、と礫川は推測する[297]。
- 殿岡駿星 - 亀井同様に被害者の長兄を真犯人と想定。さらに、長兄が被害者と近親相姦の関係にあったとも推測。妹との暗い秘密の発覚を恐れて殺害し、目くらましのために「営利誘拐・強姦殺害事件」を偽装した、佐野屋の身代金受け渡し現場では声色を使って別人を演じていたと見る。自説の裏付けを取るため、長兄に質問状を送りつけたが、「書状は確かに受け取りました。その設問にはお答えする事は出来ません。平成2年4月18日」とワープロ打ちの葉書で回答を拒否された[298]。著書『犯人─「狭山事件」より』の冒頭では「名乗るべきは真犯人 あなただ 己の罪を告白すれば神も許すというのに 二十数年間も無実の獄にいる人をよもや忘れてはいまい あなたは沈黙を続けている それなら私があなたに代わってその罪を懐疑的に綴らねばならない……小説という鬼面をつけて」と呼びかけている[299]。殿岡の主張は、伊吹隼人から「トンデモ推理」と批判されている[300]。殿岡説の欠点として、声色については単なる空想で根拠が何もないこと、被害者宅には事件発生から遺体発見まで常時警察が張り込んでおり長兄が夜中に遺体を埋めに行くのはまったく不可能だったことが指摘されている[290]。
- 苫米地英人 - 被害者の「小中高の担任の先生」「捜査に積極的に協力した先生」[注釈 47] を真犯人と推測した[301]。苫米地説の欠点として、当該教師は佐野屋での張り込みに参加しており、単独犯とするとアリバイが成り立つことが指摘されている[290]